# Biserica fortificată din Brateiu
Biserica fortificată din Brateiu, județul Sibiu, a fost construită în secolul al XIV-lea ca biserică romano-catolică, cu hramul sfintei Maria Magdalena. Figurează pe lista monumentelor istorice 2010, cod LMI SB-II-a-A-12339, cu următoarele obiective:
- cod LMI SB-II-a-A-12339.01 - Biserica evanghelică fortificată, secolul XIV - XVI, transformată în secolul al XVIII-lea, 1845 - 18469;
- cod LMI SB-II-a-A-12339.02 - Incintă fortificată, cu turn de poartă și bastion, cca. 1500;

## Localitatea
Prima mențiune documentară a localității este în anul 1283, într-un document care stabilește relațiile dintre episcopul Diecezei de Alba Iulia și preoții capitlului de Mediaș, unul dintre ei fiind numit Siegfried de la Muntele Mariei (Siffridus de Monte Mariae).
Numele românesc Bratei și cel german Pretai își au etimologia în latinescul "protodiaconus" ce a dat numele maghiar al așezării "Baráthely", cu semnificația de "Satul călugărului". Așezarea a mai purtat numele de Monte Mariae (1283), Maro (1289), Prathia (în 1359 și 1516), Bretay (1528) și Pretoa în dialectul săsesc, denumire care a rămas aproape neschimbată din 1359. Statisticile conscripțiilor istorice arată că în 1359 existau în sat 94 ce capi de familie, 6 văduve, 4 păstori și un învățător. Între anii 1524-1596 se menționează că tinerii din Brateiu făceau studiile la Brașov și Viena. În a doua jumătate a secolului al XVI-lea comunitatea a adoptat reforma protestantă.
În perioada 1615-1639 preotul satului a fost Johannes Fabini, preot care deținea incunabulul Opuscula plurima de Aurelius Augustinus, tipărit în anul 1481 la Strasbourg, carte ce se află astăzi la Muzeul Brukenthal din Sibiu. Numele de Johannes Fabini a fost purtat de asemenea și de un alt preot al secolului al XIX-lea, care și-a făcut studiile la Berlin, Tübingen și Halle. Analiza demografică este asemănătoare tuturor așezărilor săsești din Transilvania și anume: în 1786 erau 824 de locuitori, în 1910 erau 1463 de locuitori, în anul 1940 au scăzut la 745 de locuitori, pentru ca în anul 1995 comunitatea luterană din Brateiu să fie compusă doar din 24 de membri. În 1995 slujba la biserica satului era făcută de către preotul din Mediaș.

## Biserica

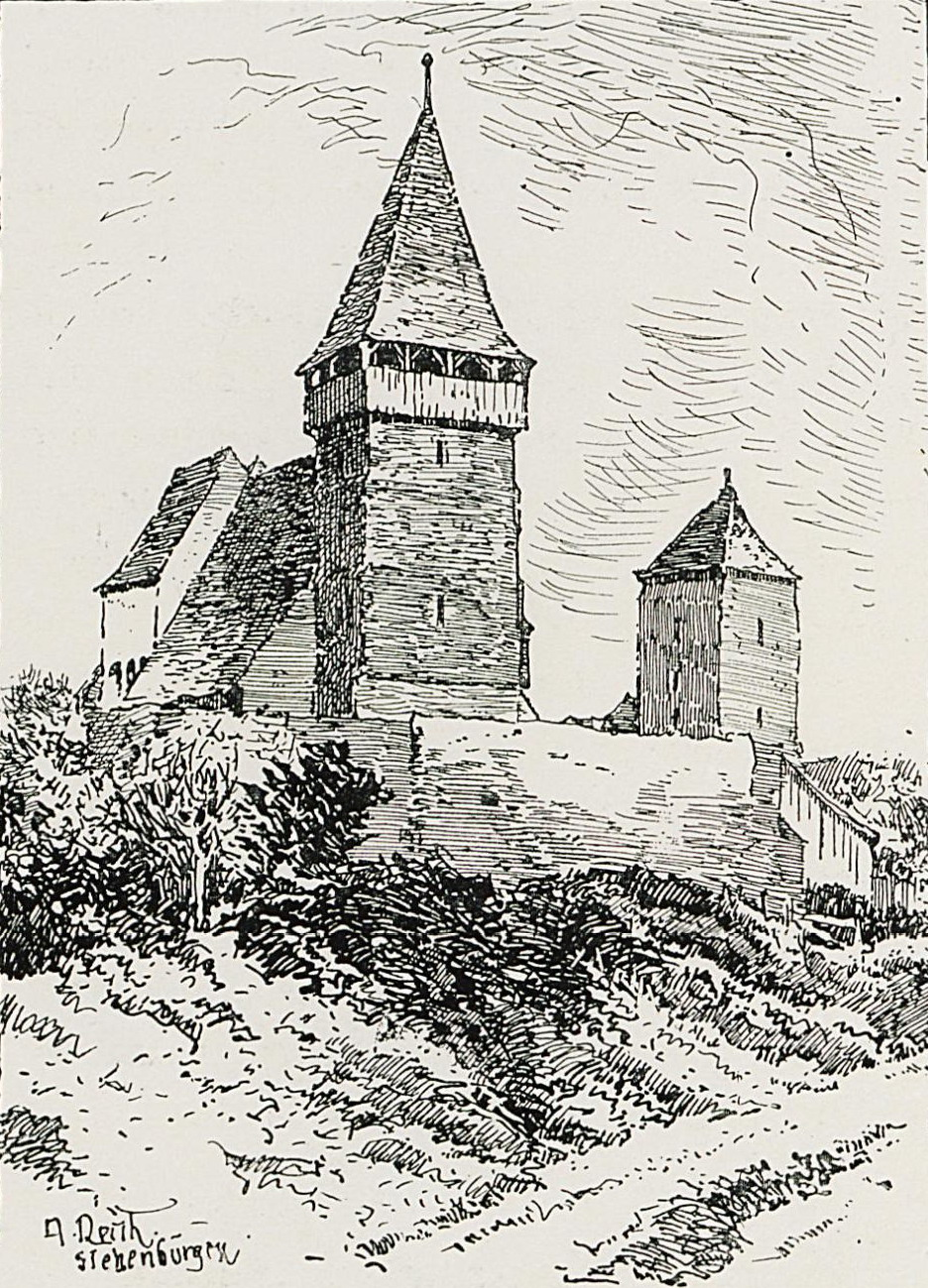
Gravură de Albert Reich, 1916

Satul face parte din capitulul Mediaș. Cetatea bisericească este amplasată în partea de nord a străzii lărgite din mijlocul localității. În secolul al XIV-lea a fost construită bazilica gotică timpurie cu hramul sfintei Maria Magdalena. Corul are absidă poligonală 5/8 și o boltă stelară cu nervuri. Pe peretele nord-vestic al corului se păstrează picturi murale, datate 1481. Arcadele dintre nava principală și colateralul sudic sunt demolate, iar zidul de sud supraînălțat, astfel realizându-se o sală a bisericii. În partea de nord se păstrează arcadele cu coloane neprofilate și capiteluri tratate în mod diferit. În fața lor se ridică pilaștrii ce susțin tavanul sălii. Portalul vestic cu o dublă retragere are profilatură  compusă din ciubuce și profil pară, precum și o friză de capiteluri cu frunză de viță. Consolele care susțin lintoul portalului sunt decorate cu un portret de bărbat, plastica arhitecturală fiind degradată. În cor se găsește o cristelniță gotică. Altarul neogotic este datat din 1904. Deasupra corului s-a ridicat un nivel fortificat, susținut de arce care leagă contraforturile, înălțate până la nivelul fortificat. Turnul clopotniță a fost prevăzut cu un drum de strajă rezemat pe console de lemn, având deasupra un acoperiș piramidal. Zidul de centură, care astăzi mai are o înălțime de șase metri, este sprijinit parțial de contraforturi exterioare. În sudul cetății se află turnul de poartă cu cinci niveluri și parterul acoperit de o boltă semicilindrică. Părți din incinta fortificată au fost demolate în 1906, construindu-se din materialul rezultat o sală pentru comunitate.

## Fortificația
Fortificația care înconjoară biserica datează aproximativ din aceeași perioadă ca și schimbările majore aduse bisericii. Din zidul de  incintă nu se mai păstrează nici meterezele și nici drumul de strajă. Zidul de apărare are formă ovală și se adaptează terenului. În nord este un povârniș care coboară spre Târnava, în vest este un sanț adânc, partea din sud și din est este apărată de un turn masiv pătrat unde era și poarta, ca și de o clădire dreptunghiulară cu două etaje, aceasta a fost demolată în 1906 când și partea de sud a zidului a fost demolată în scopul construirii unei săli a obștii. Mai există însă contraforții, care îl sprijină la intervale regulate.

## Imagini din exterior

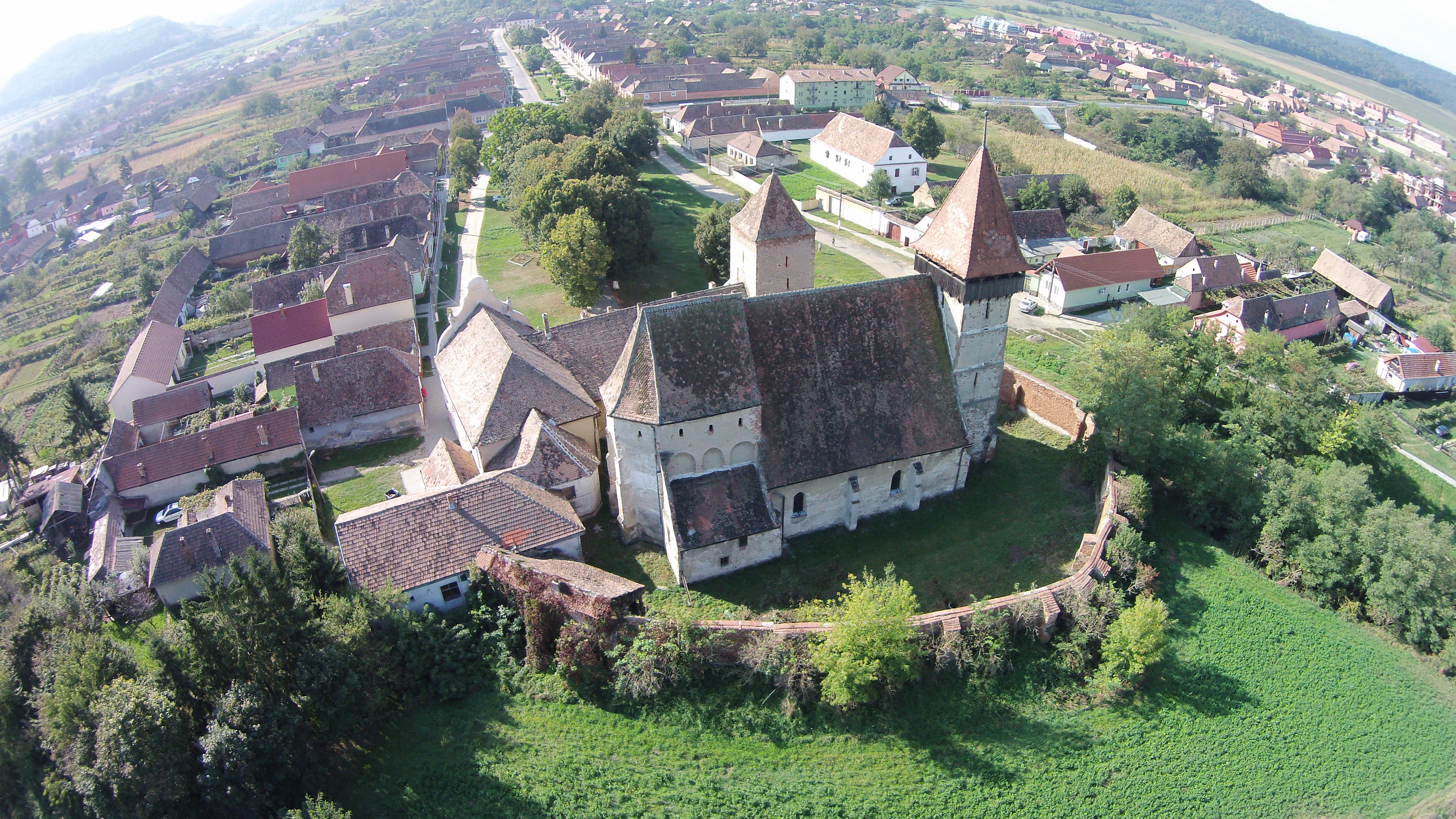
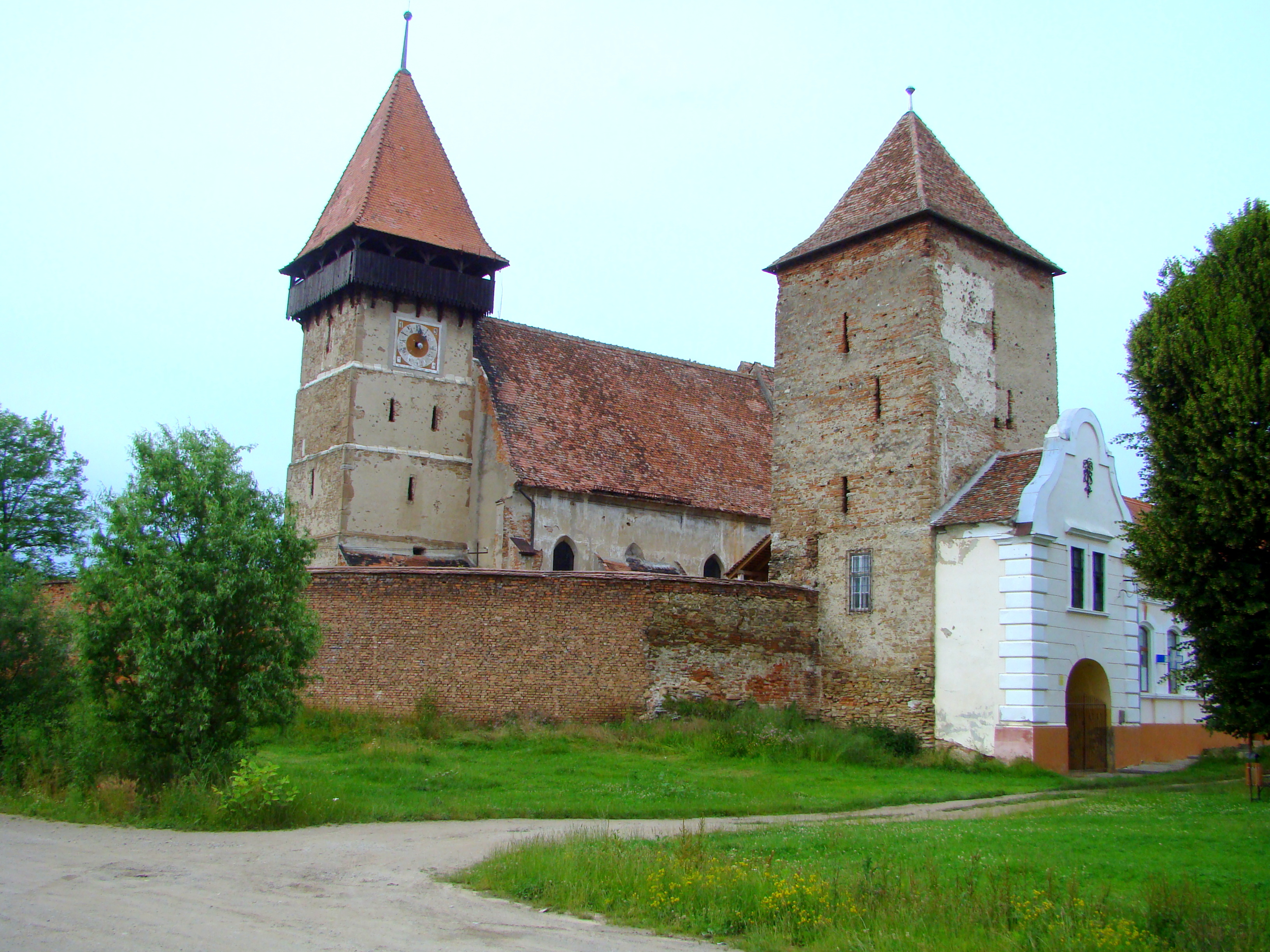
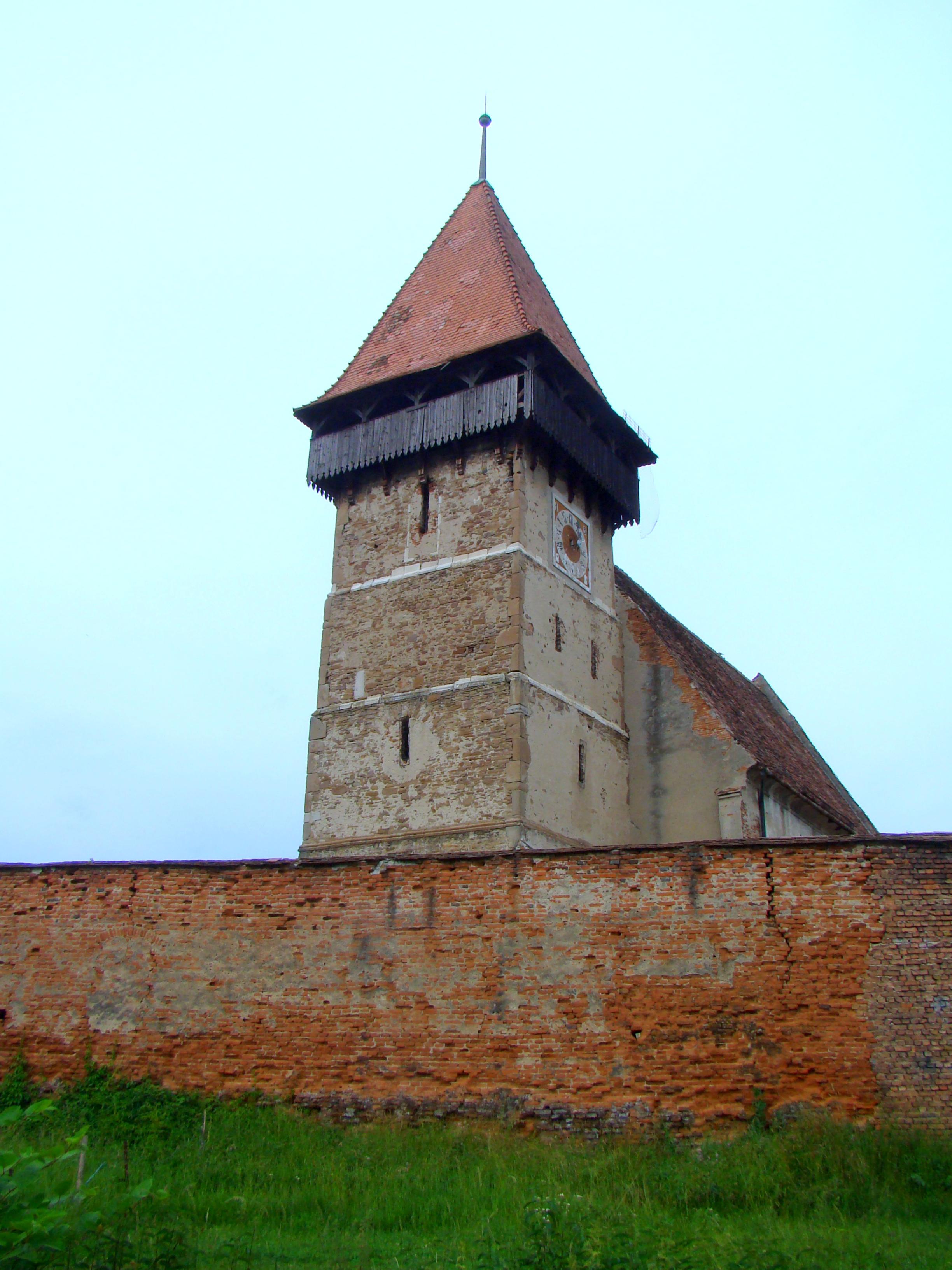
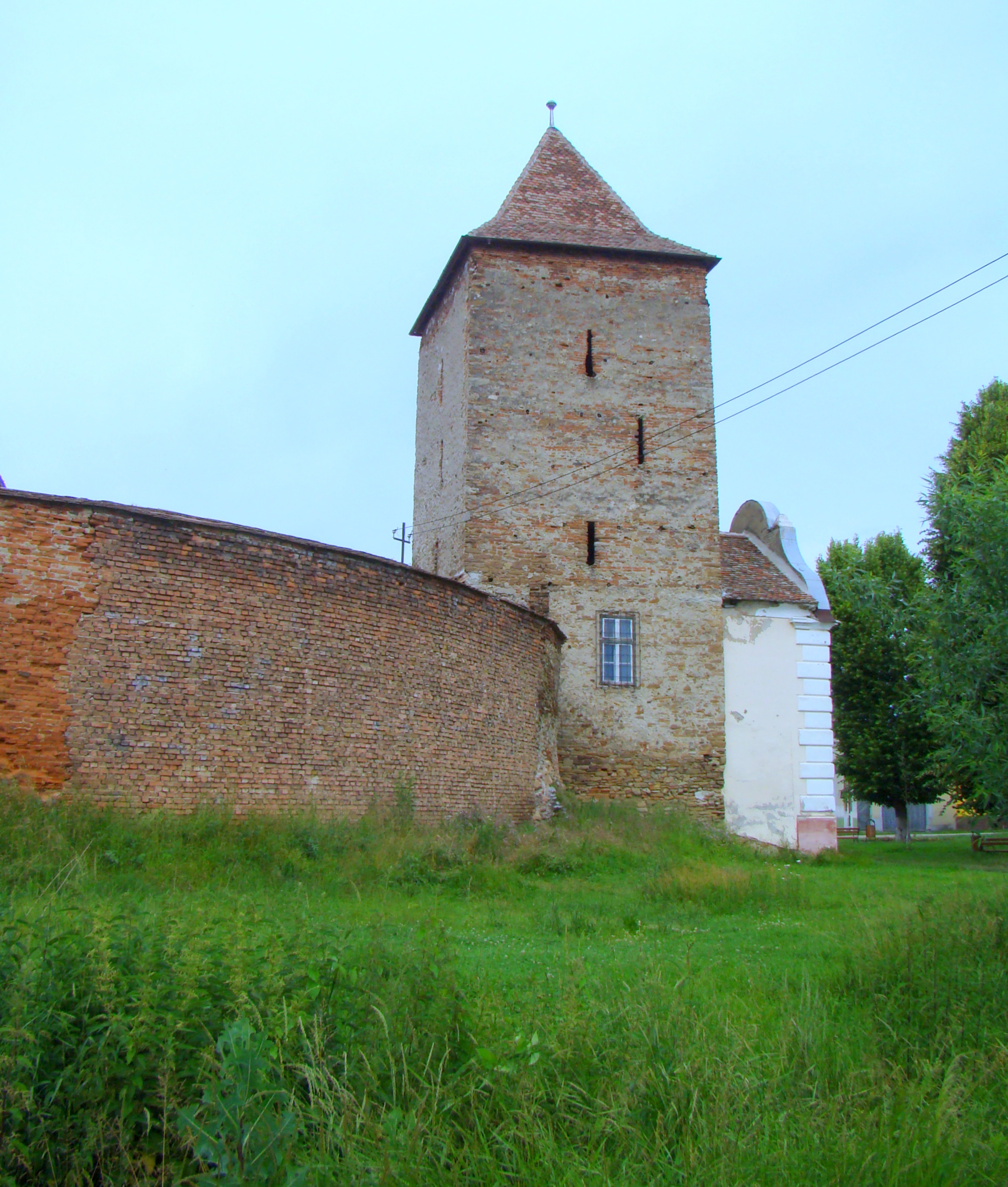
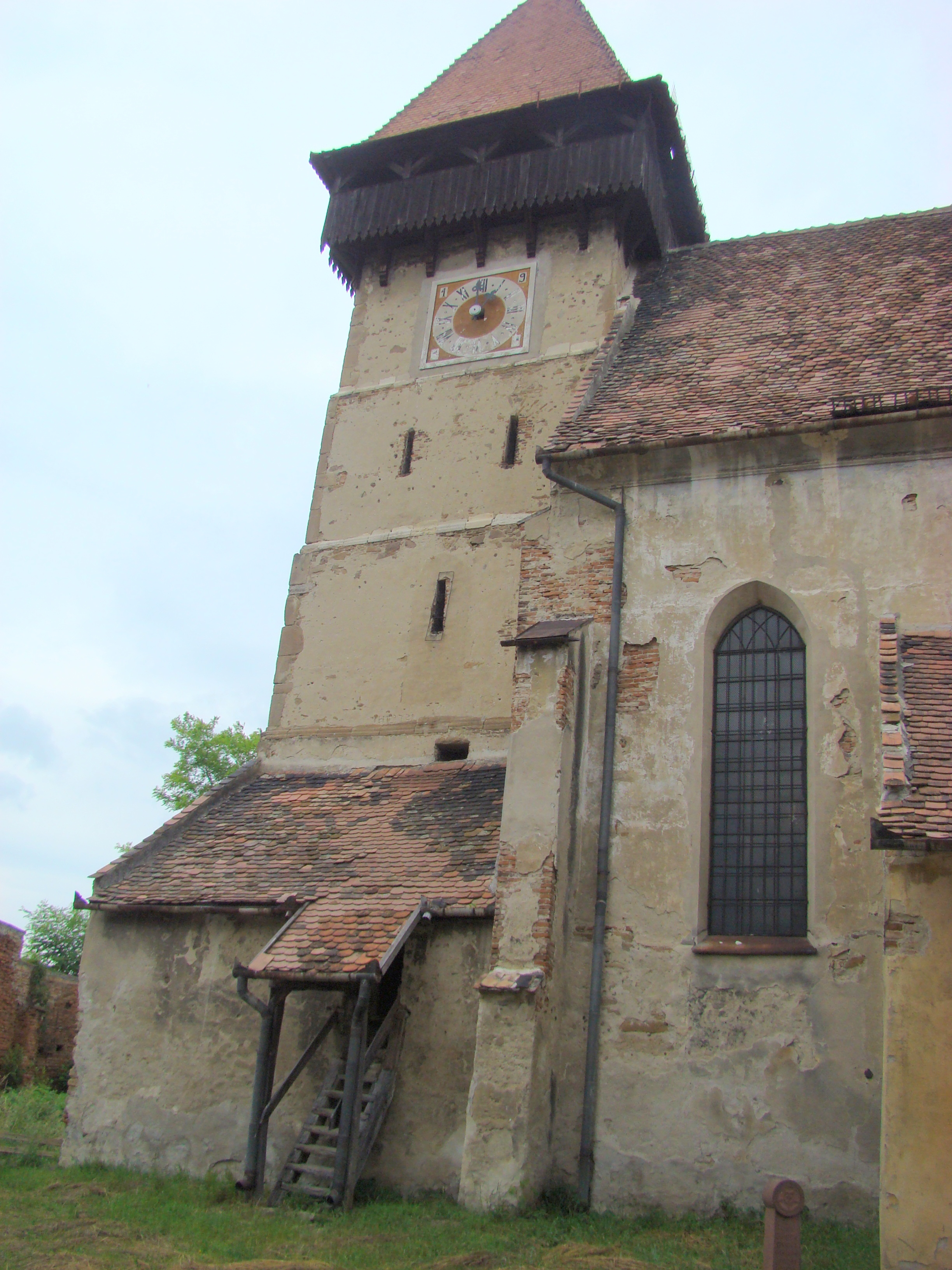
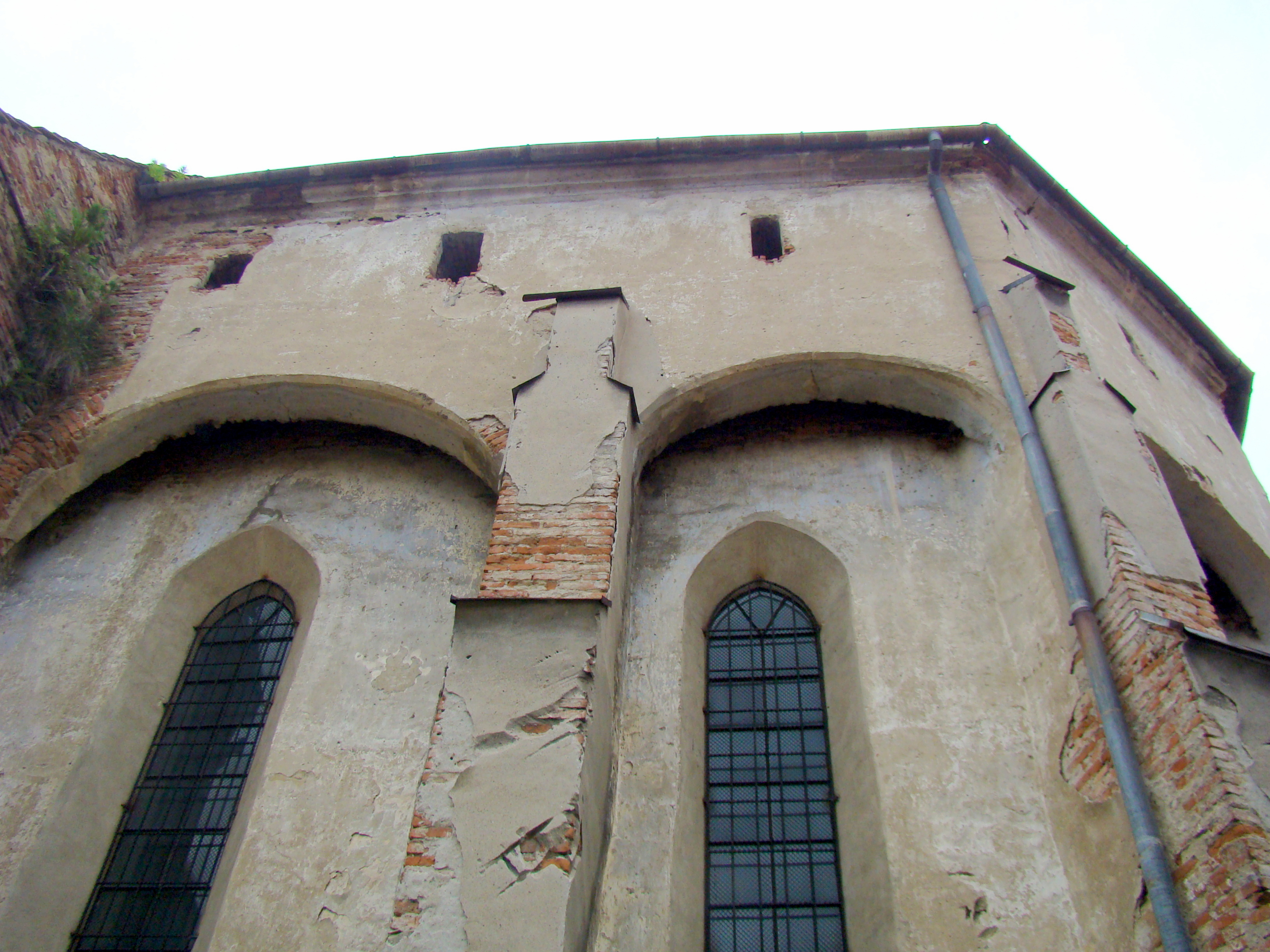
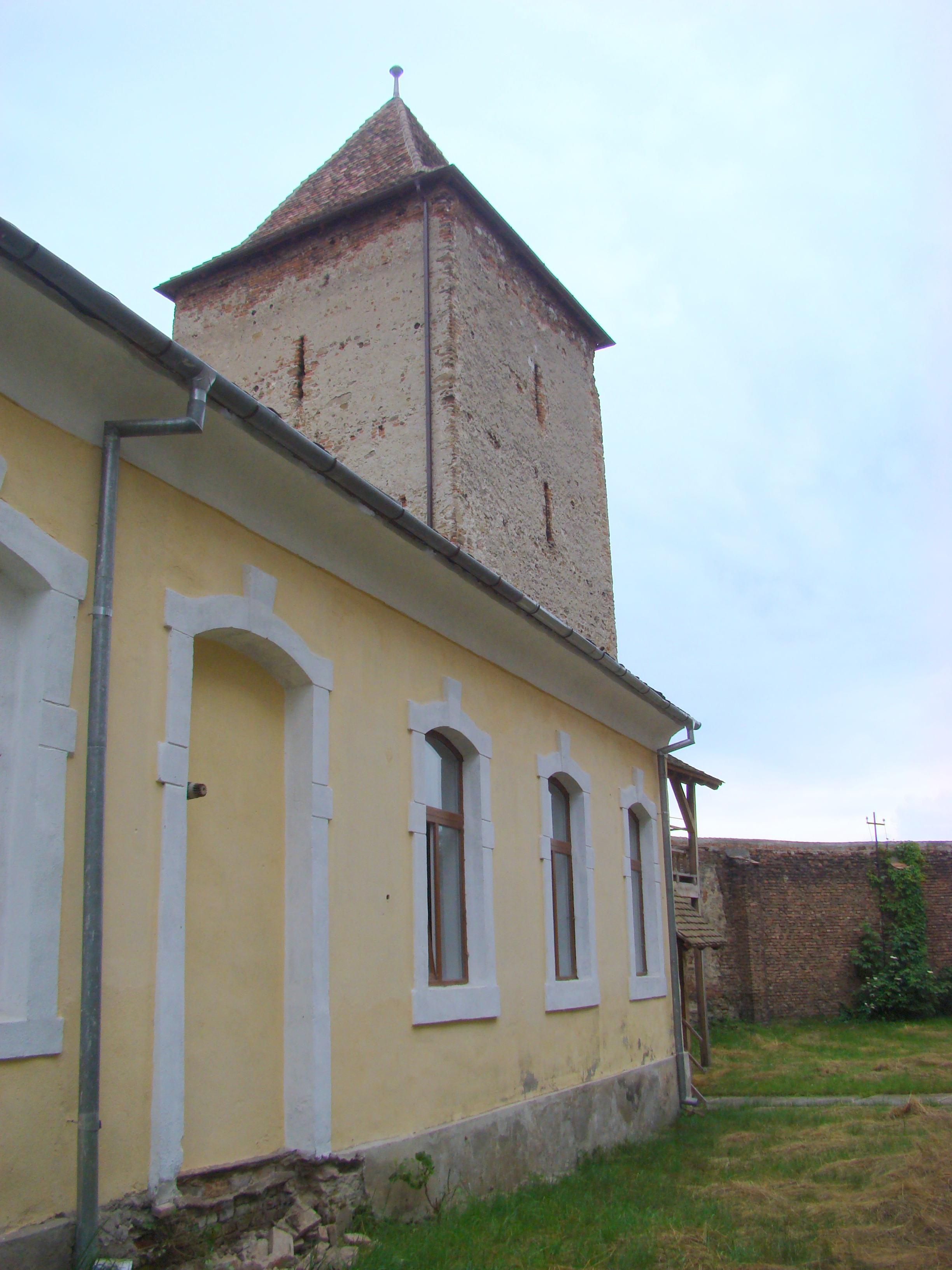
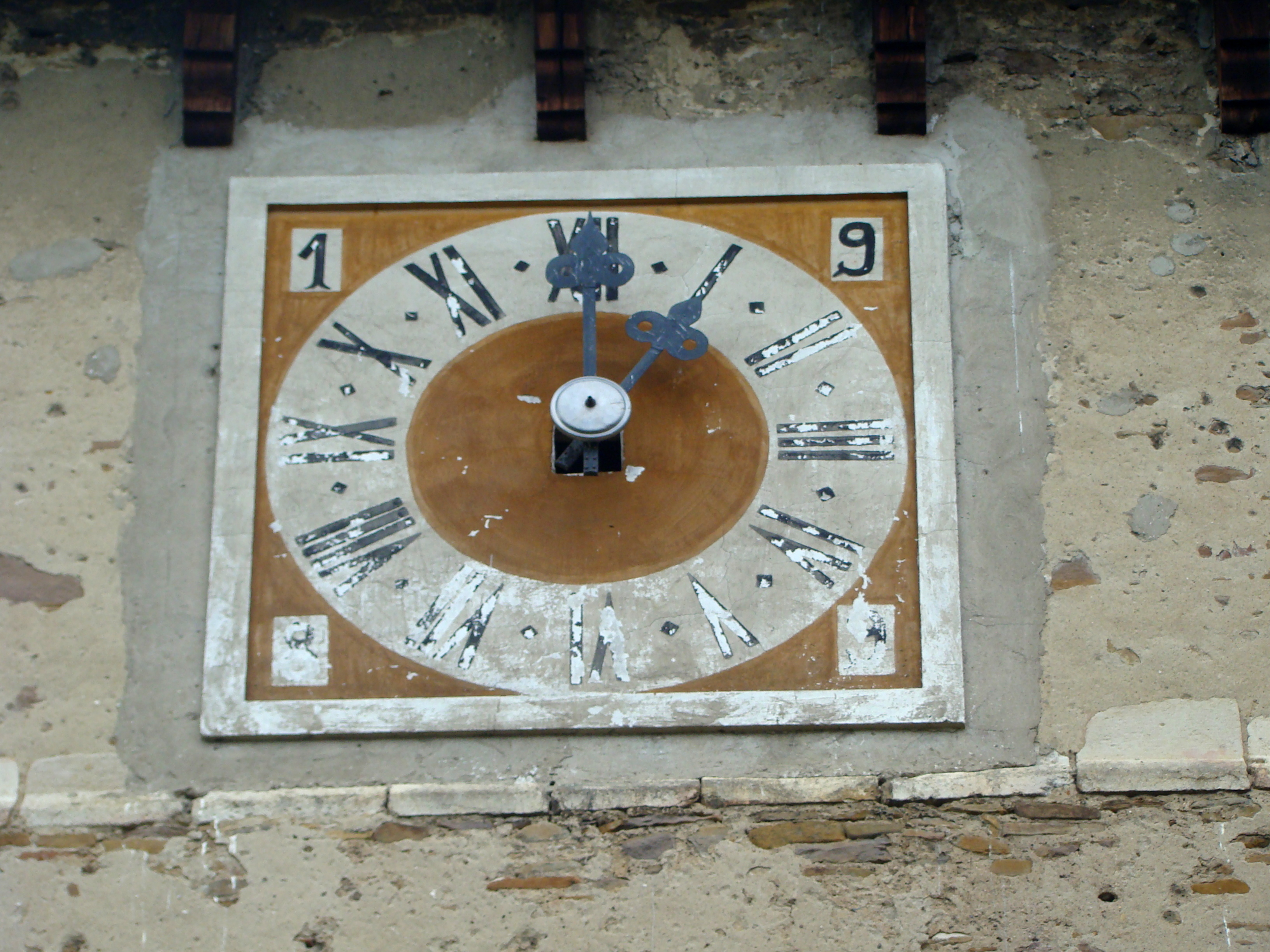
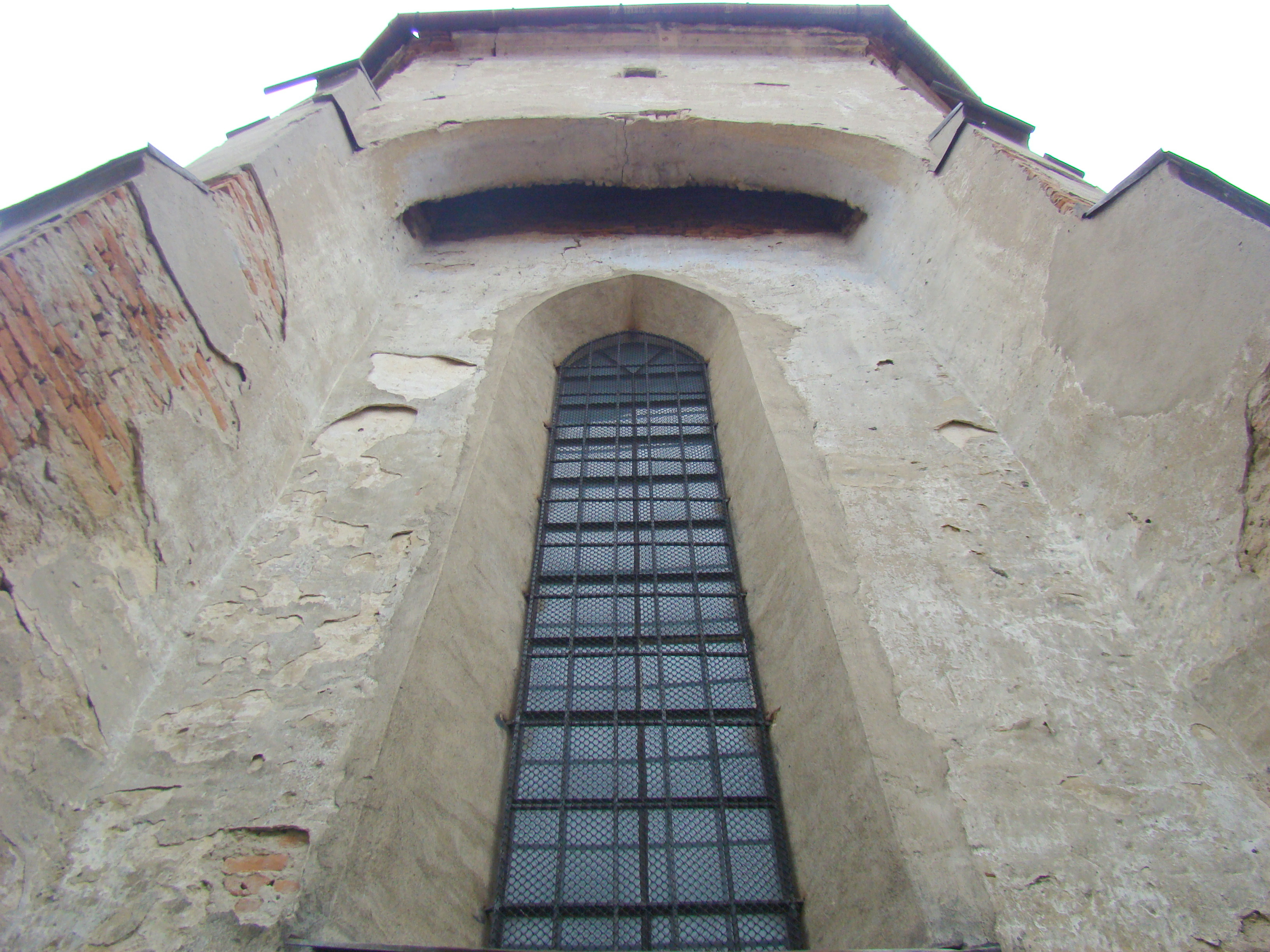
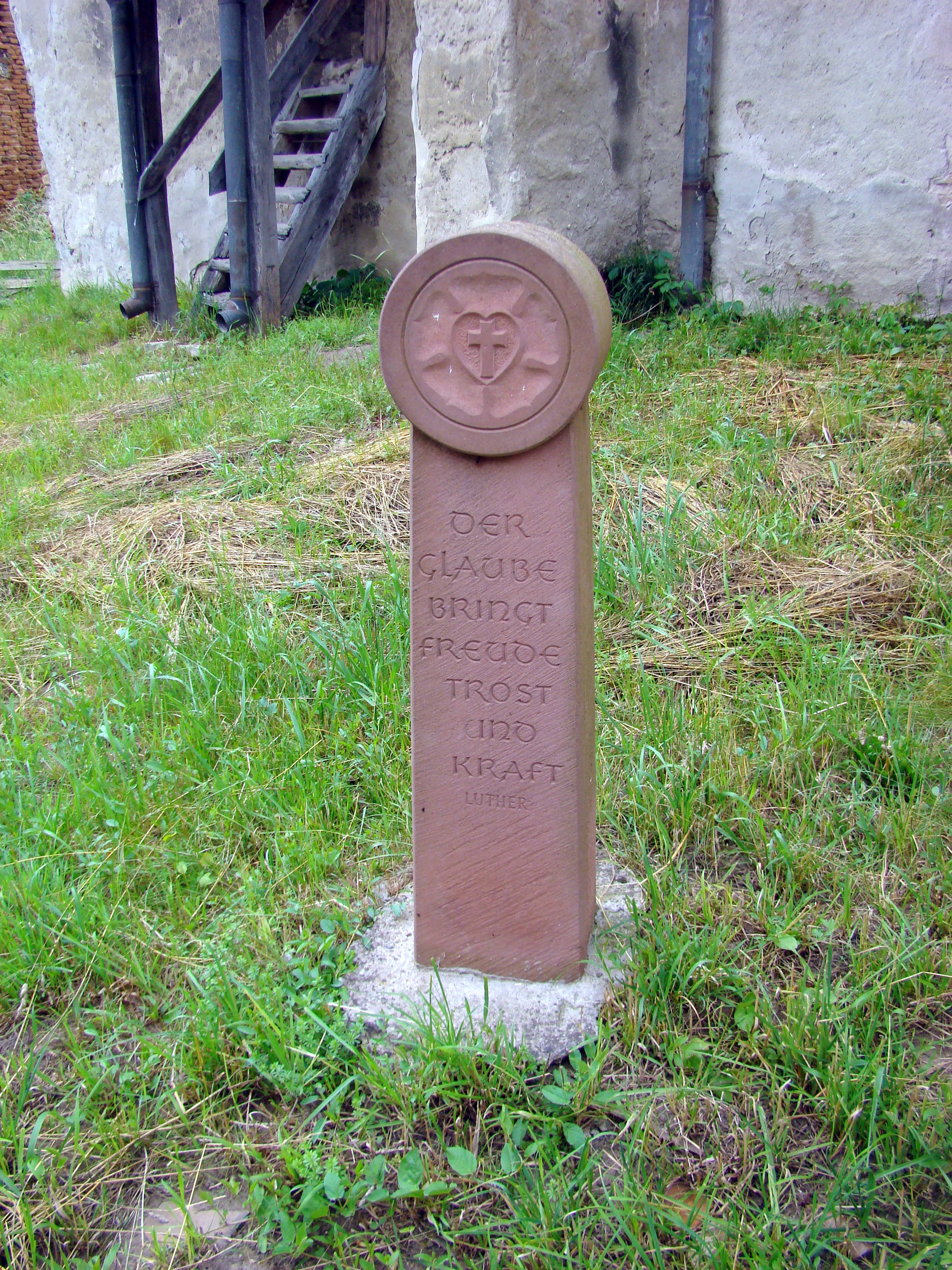
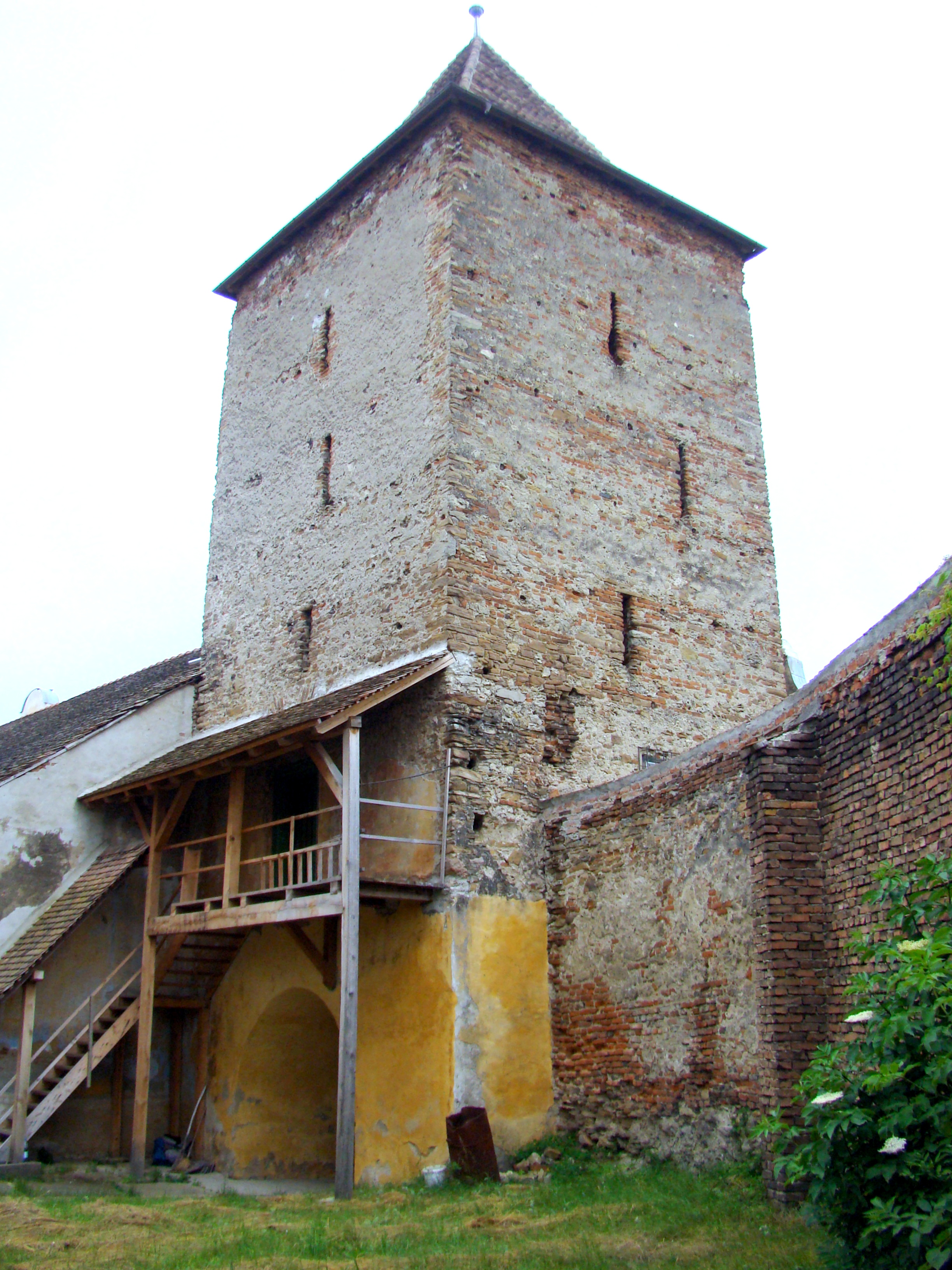
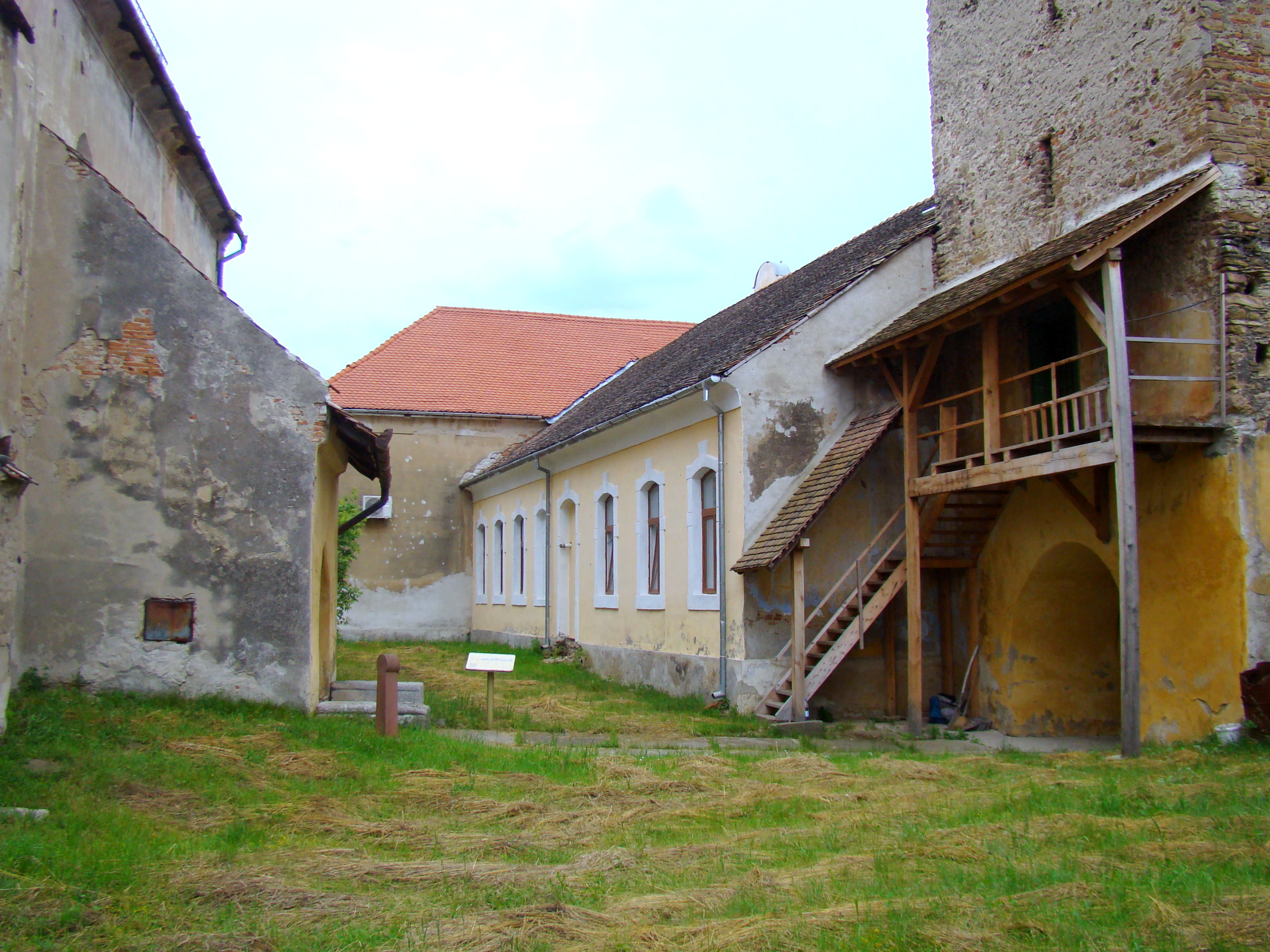
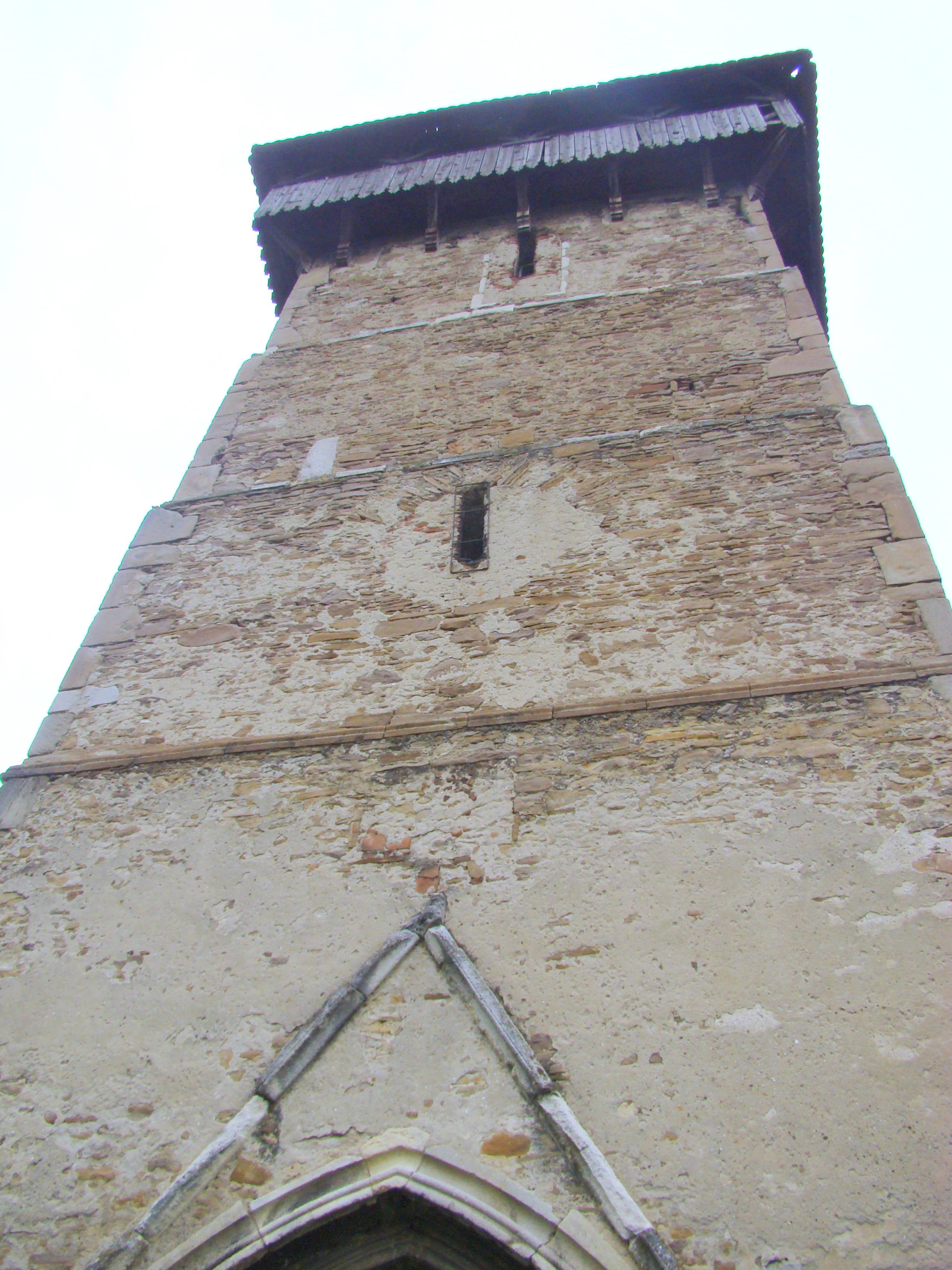
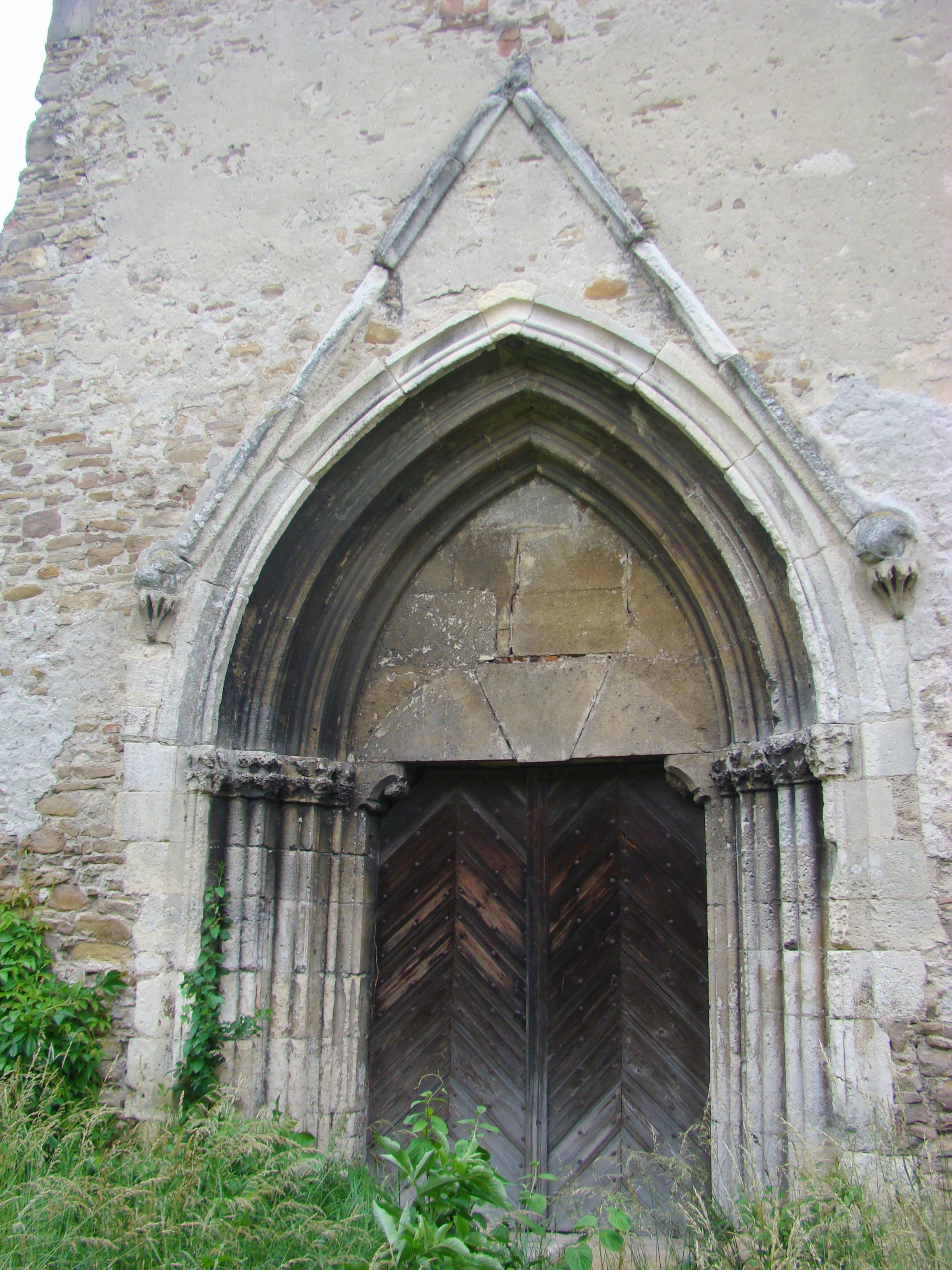
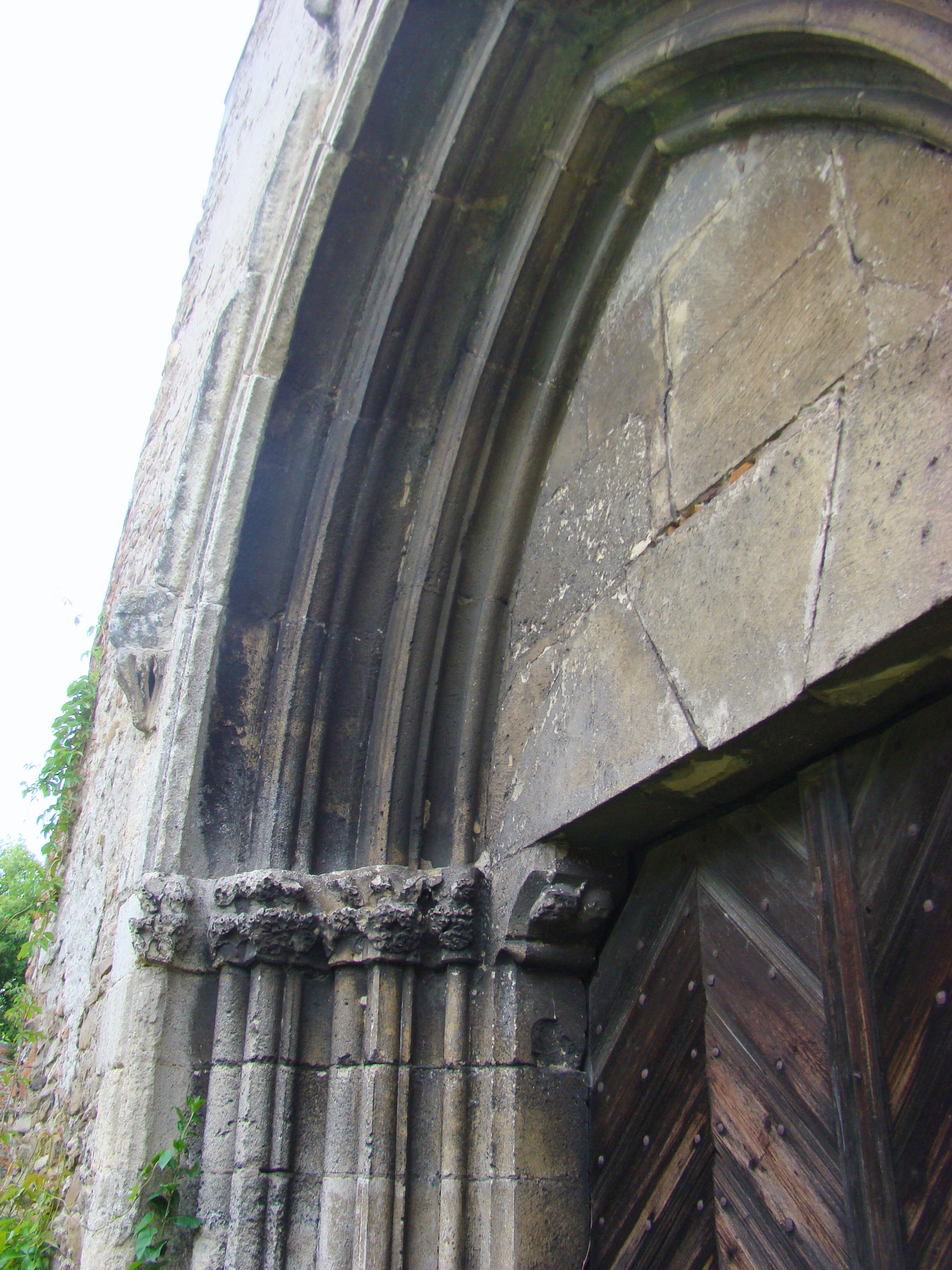
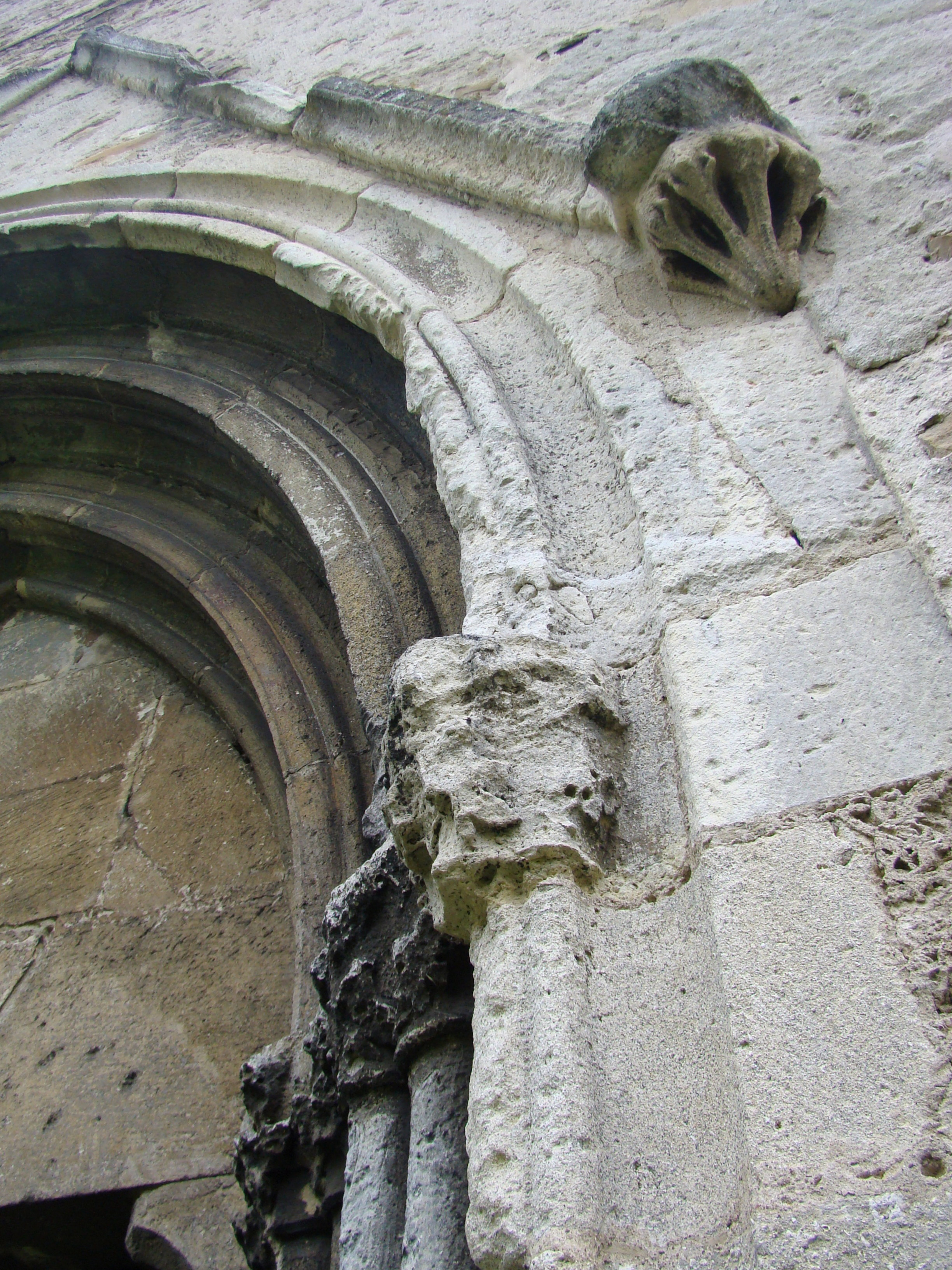
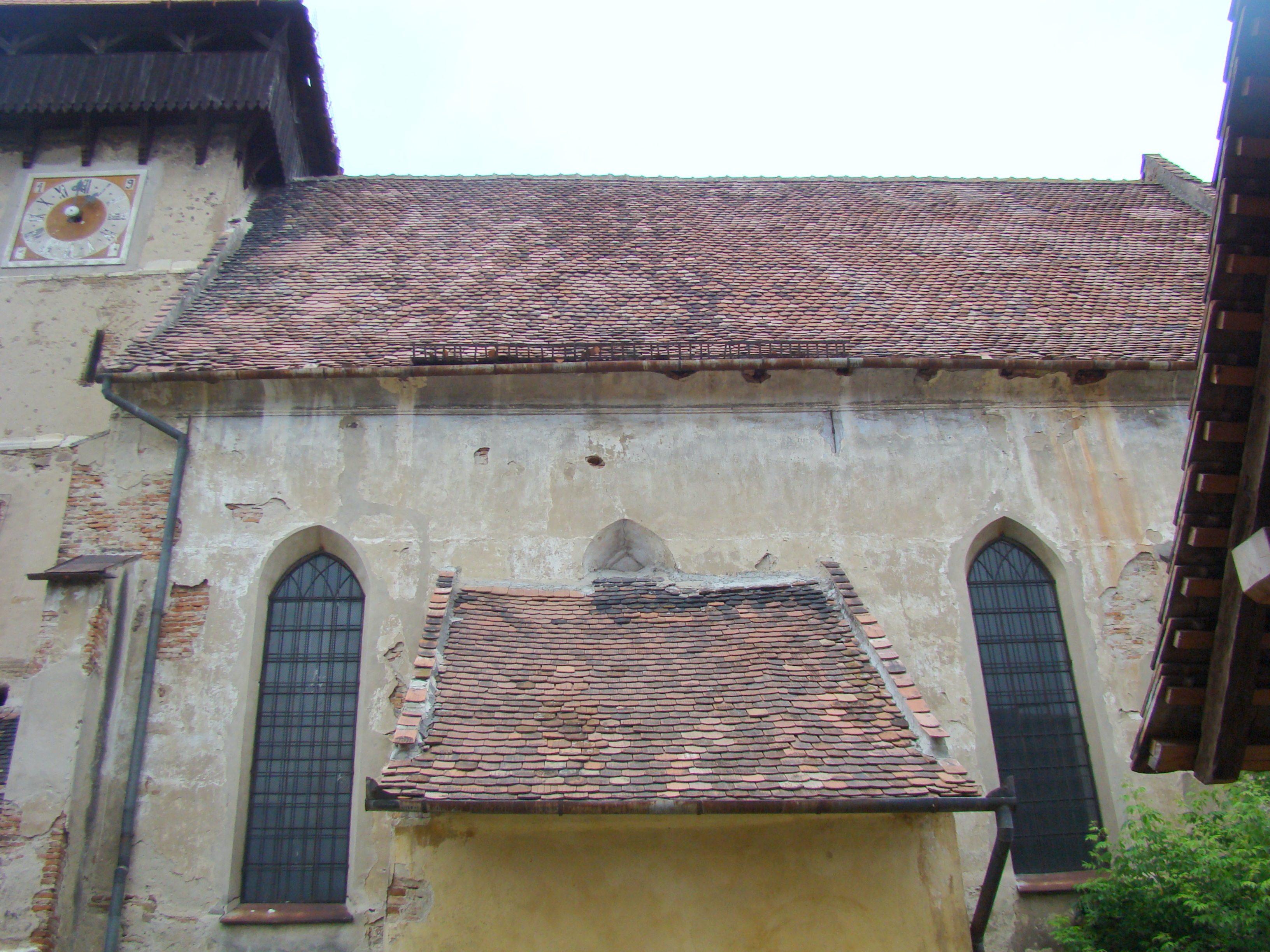
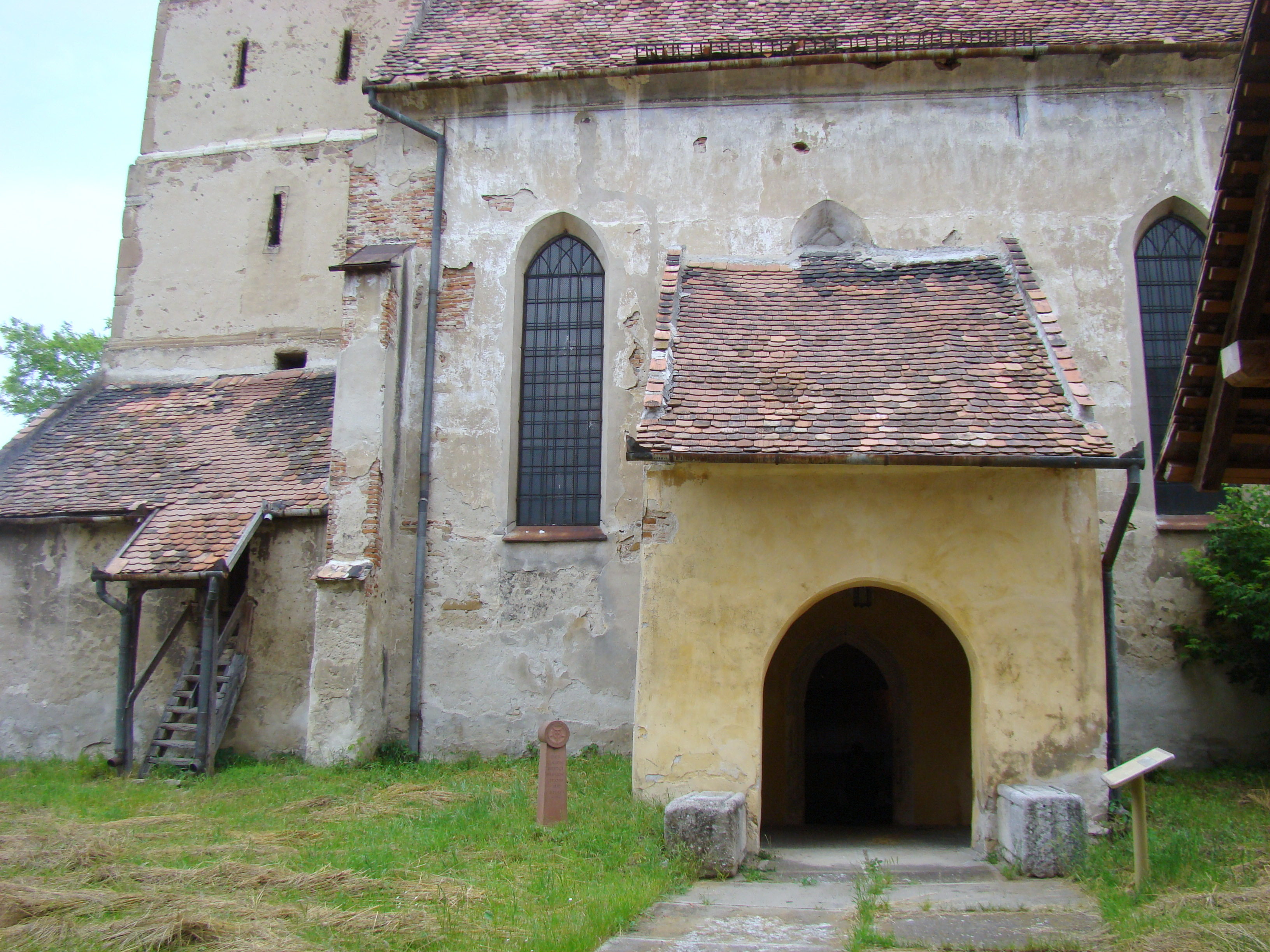
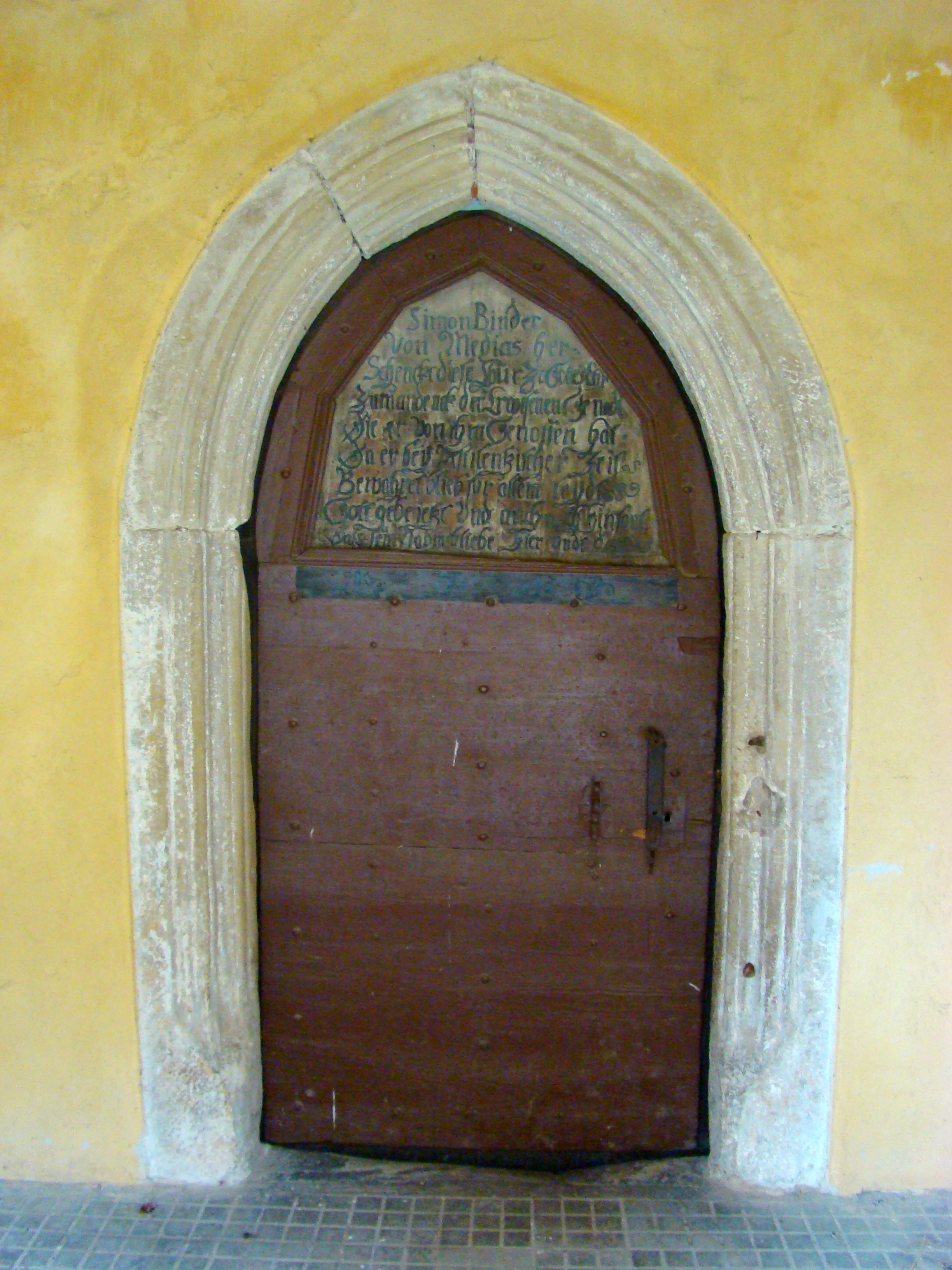
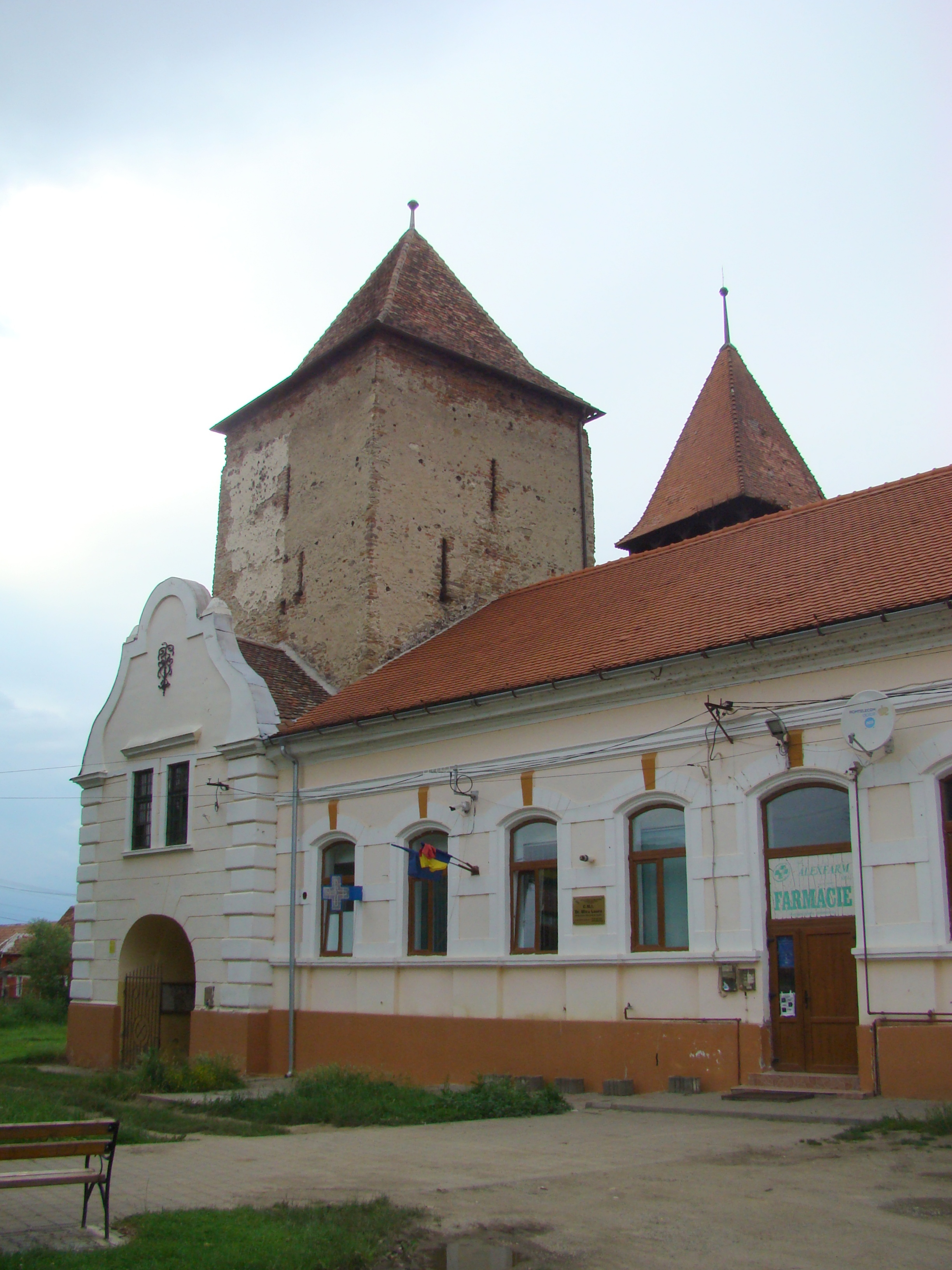
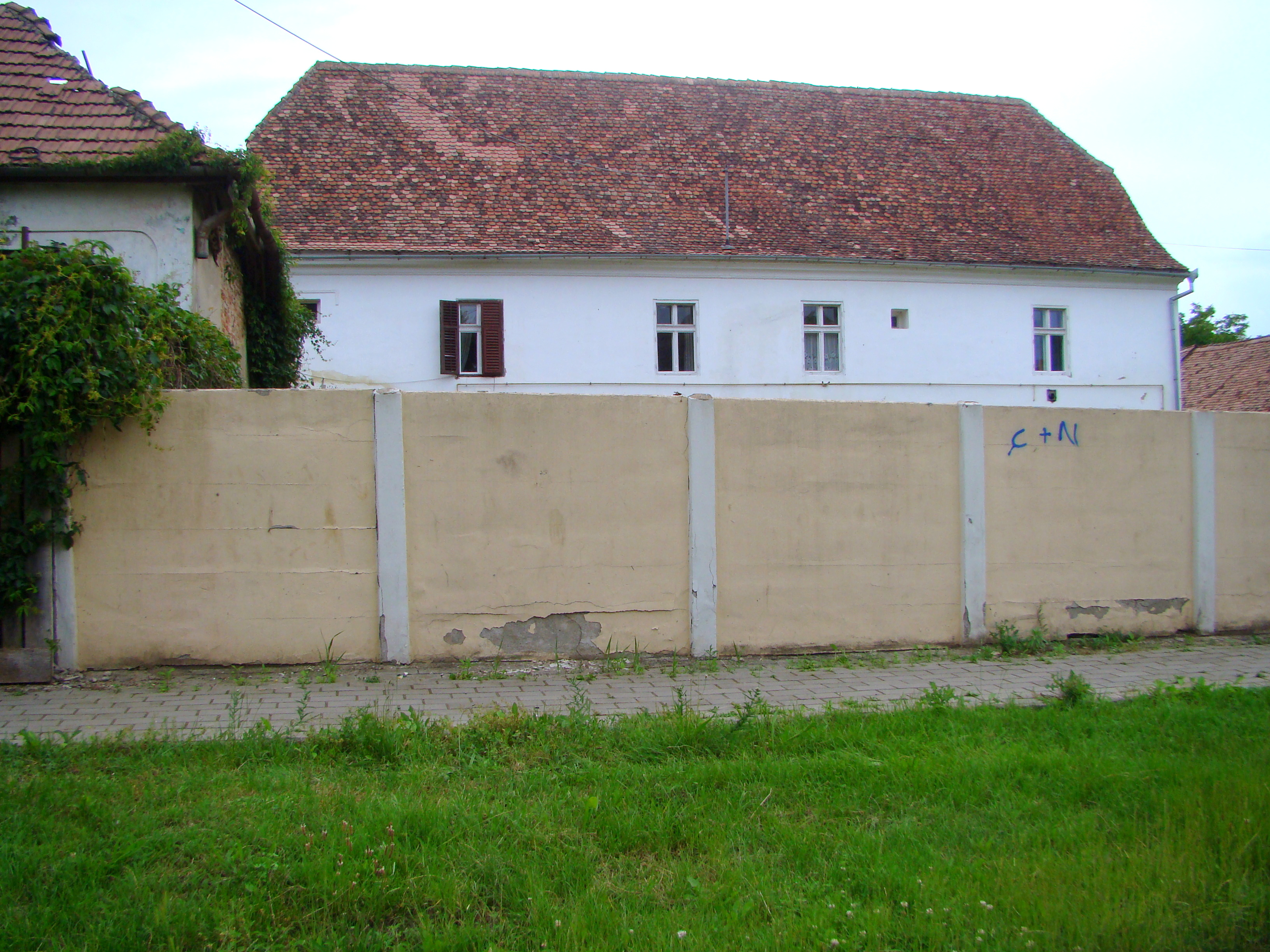
Casa parohială evanghelică

## Imagini din interior

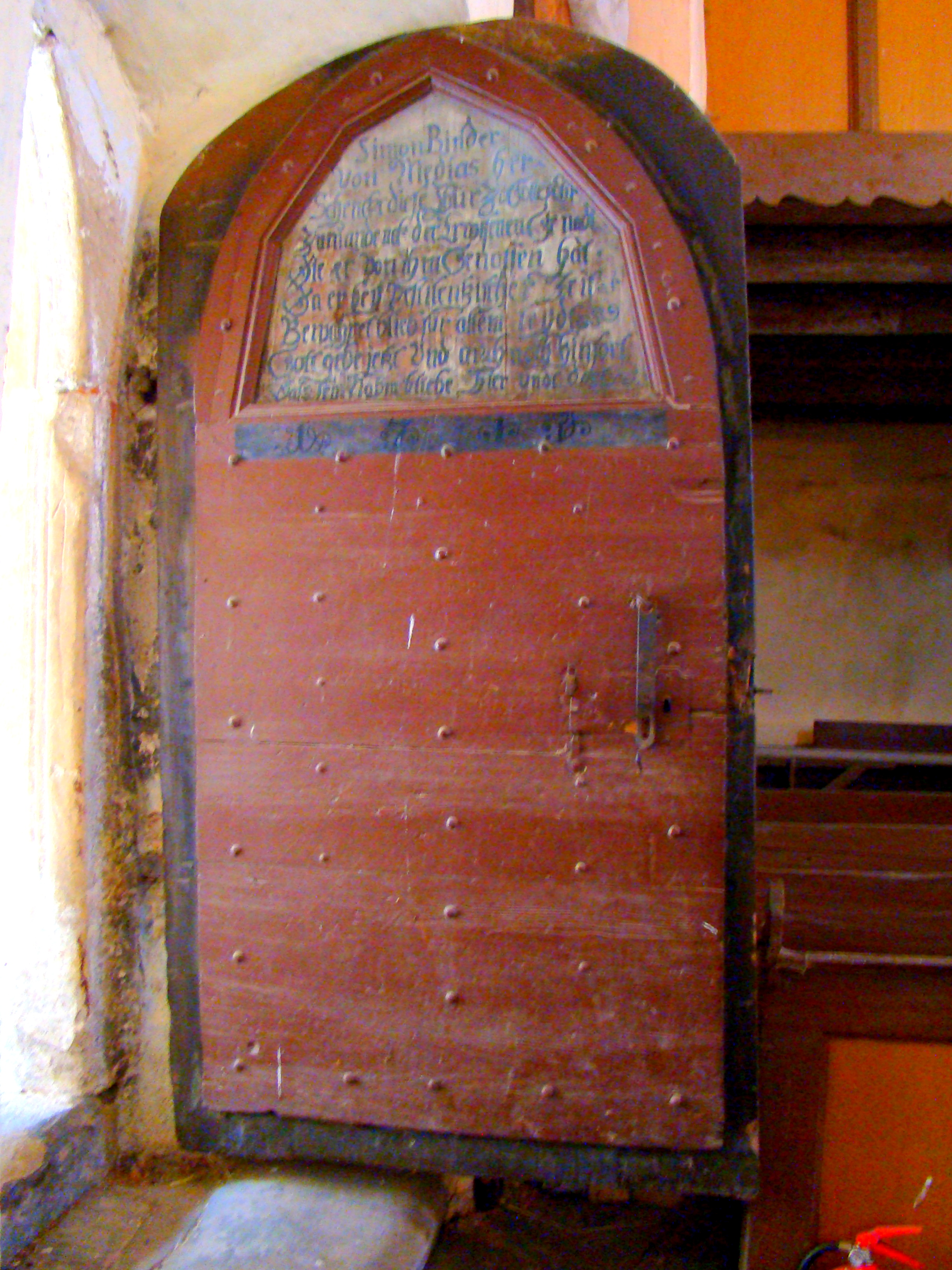
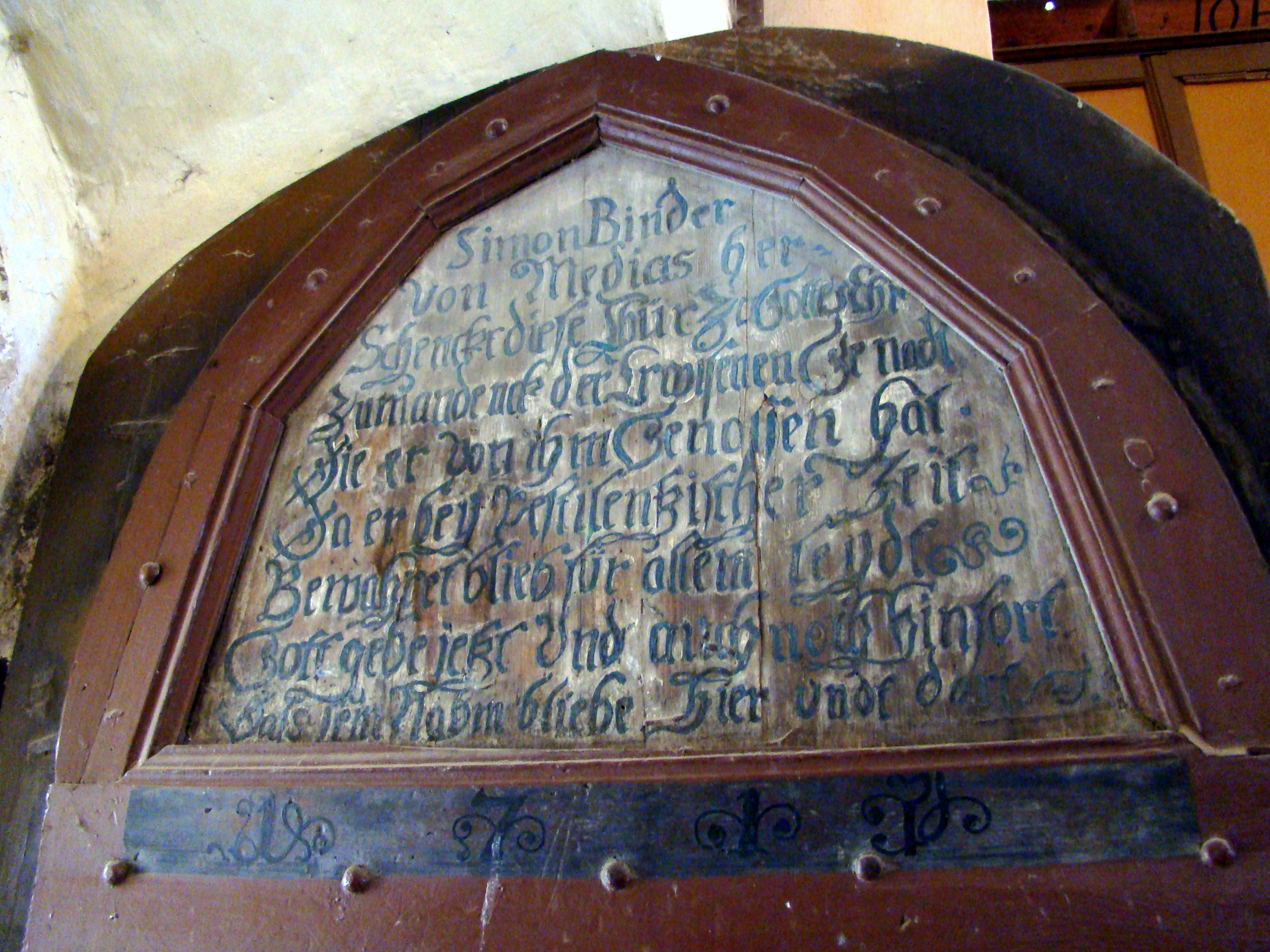
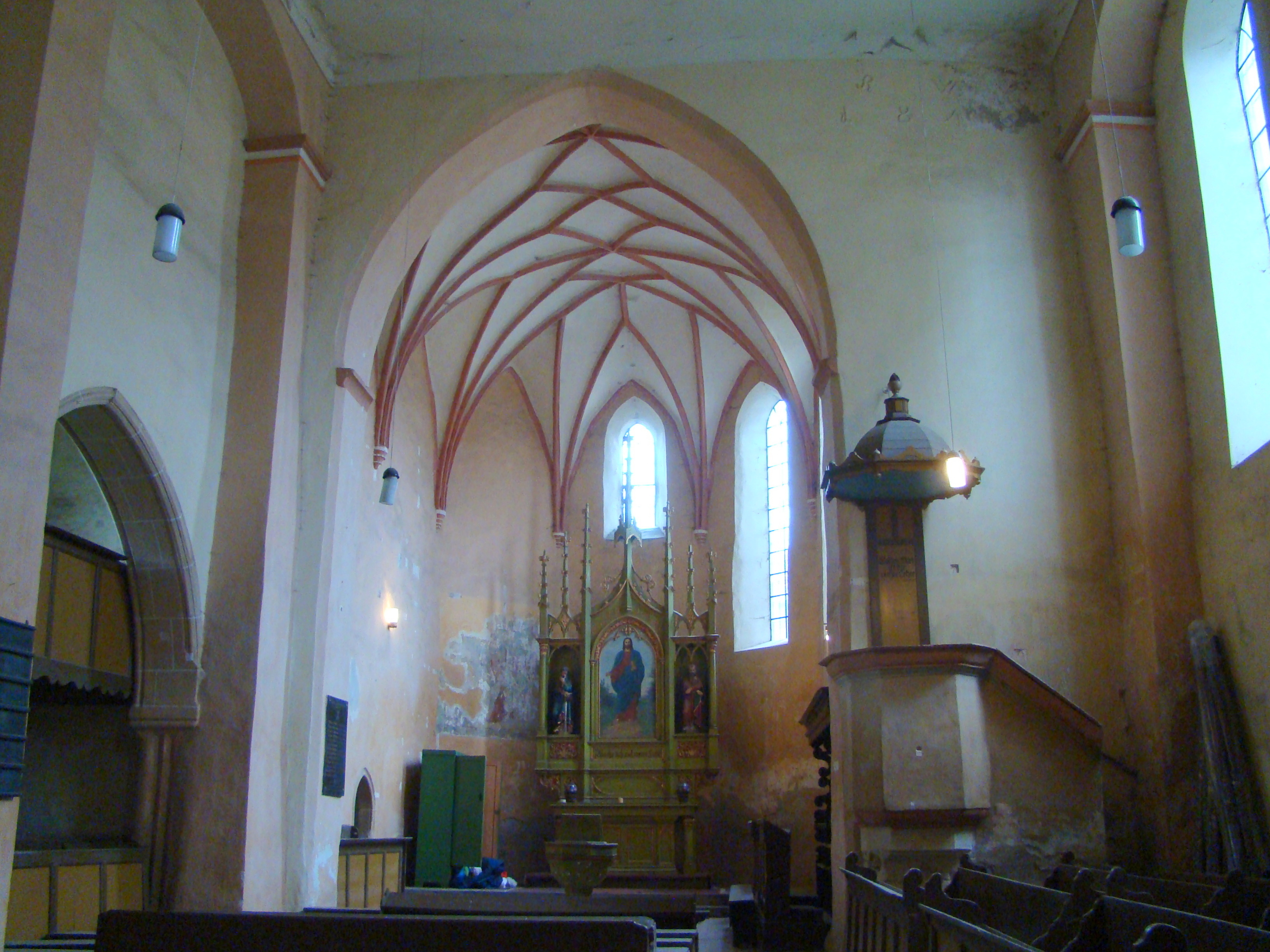
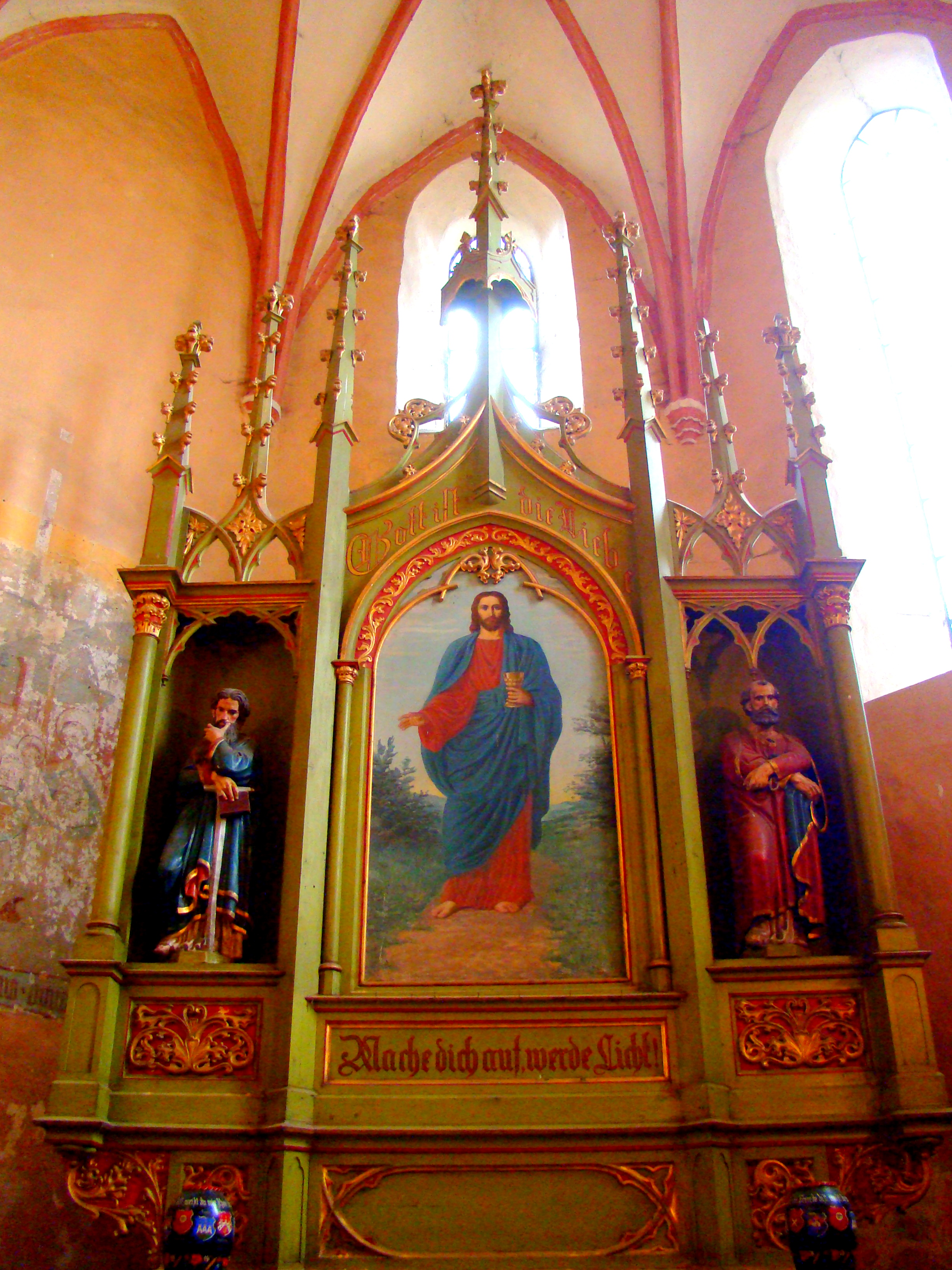
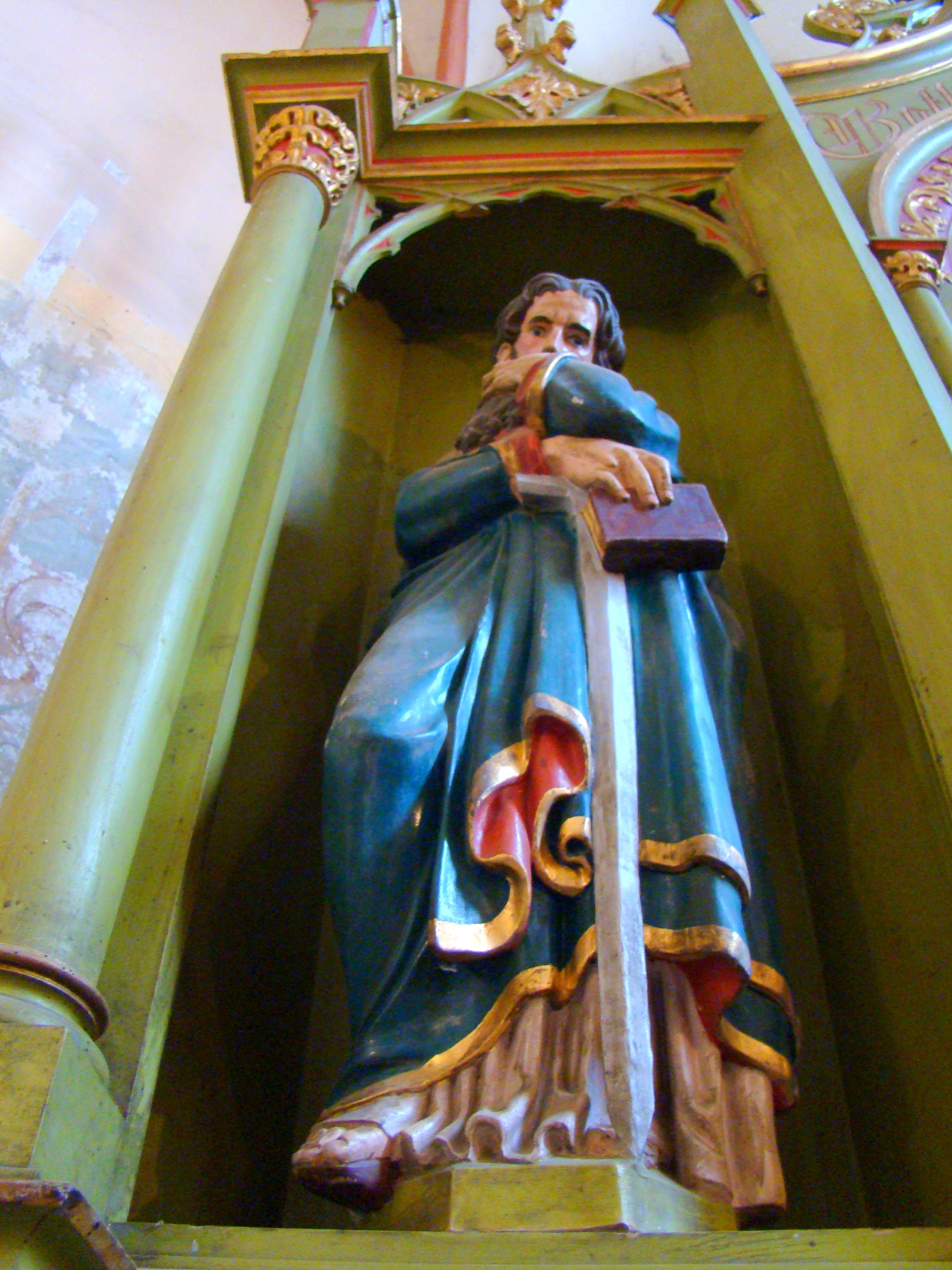
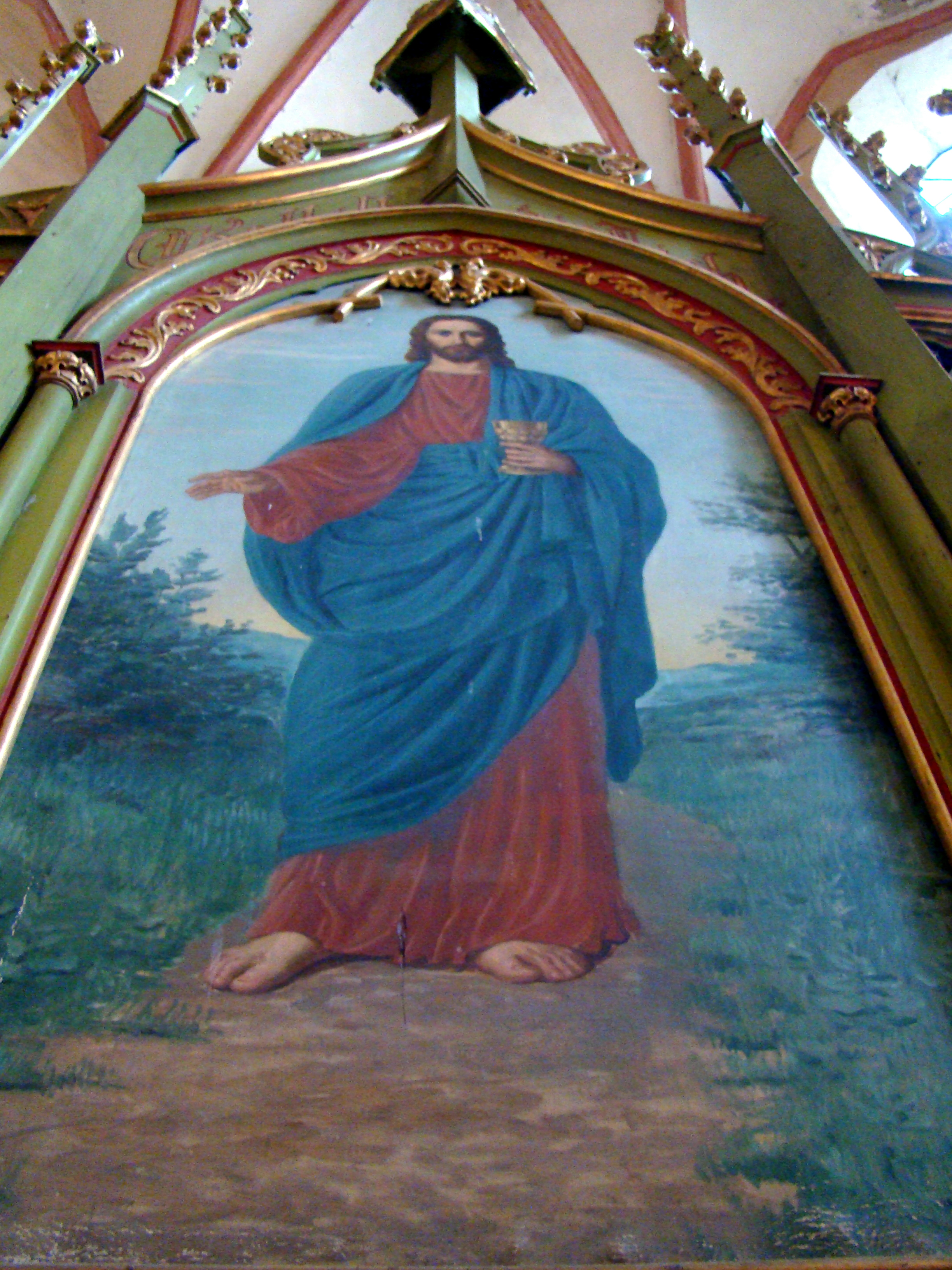
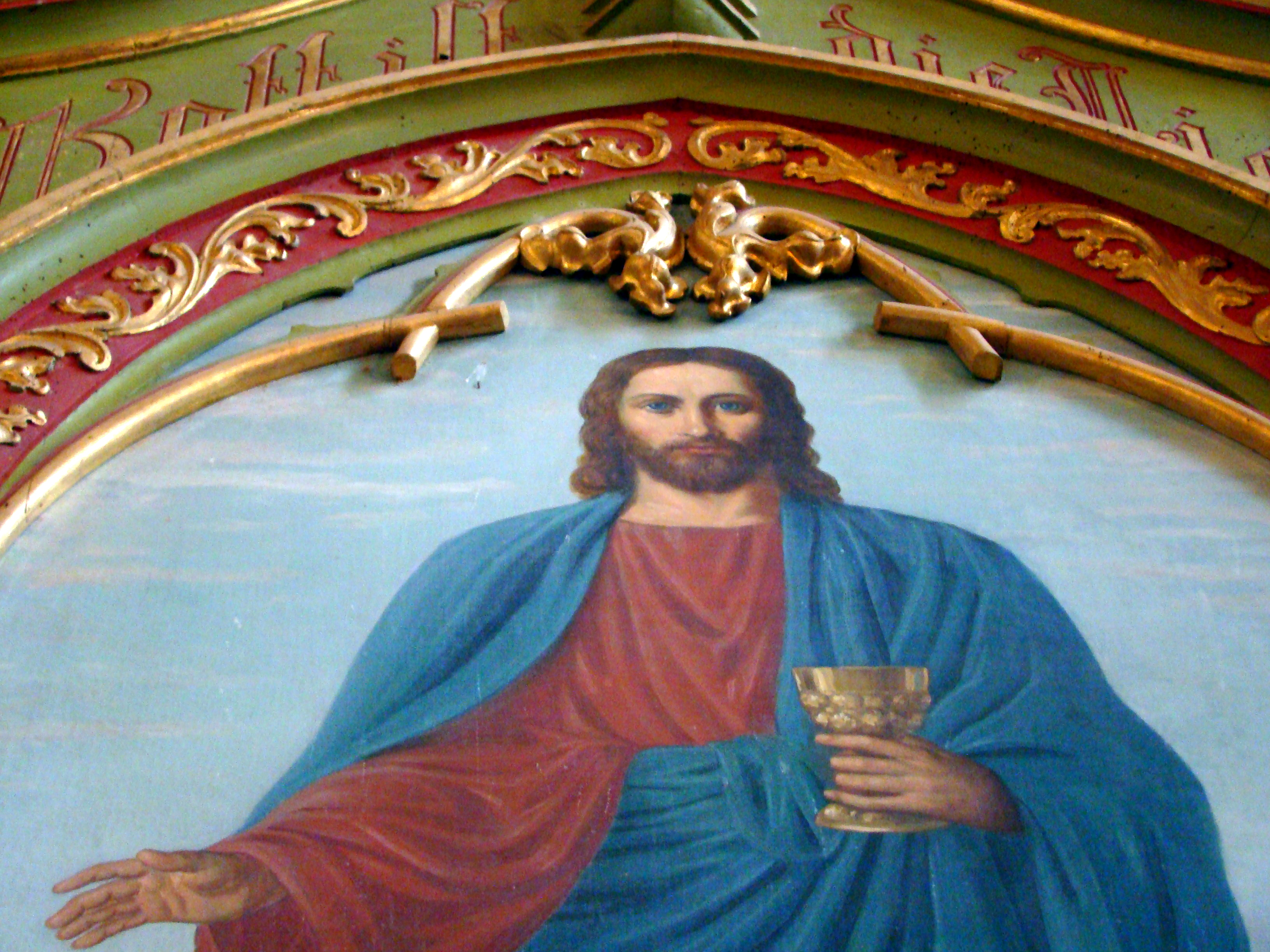
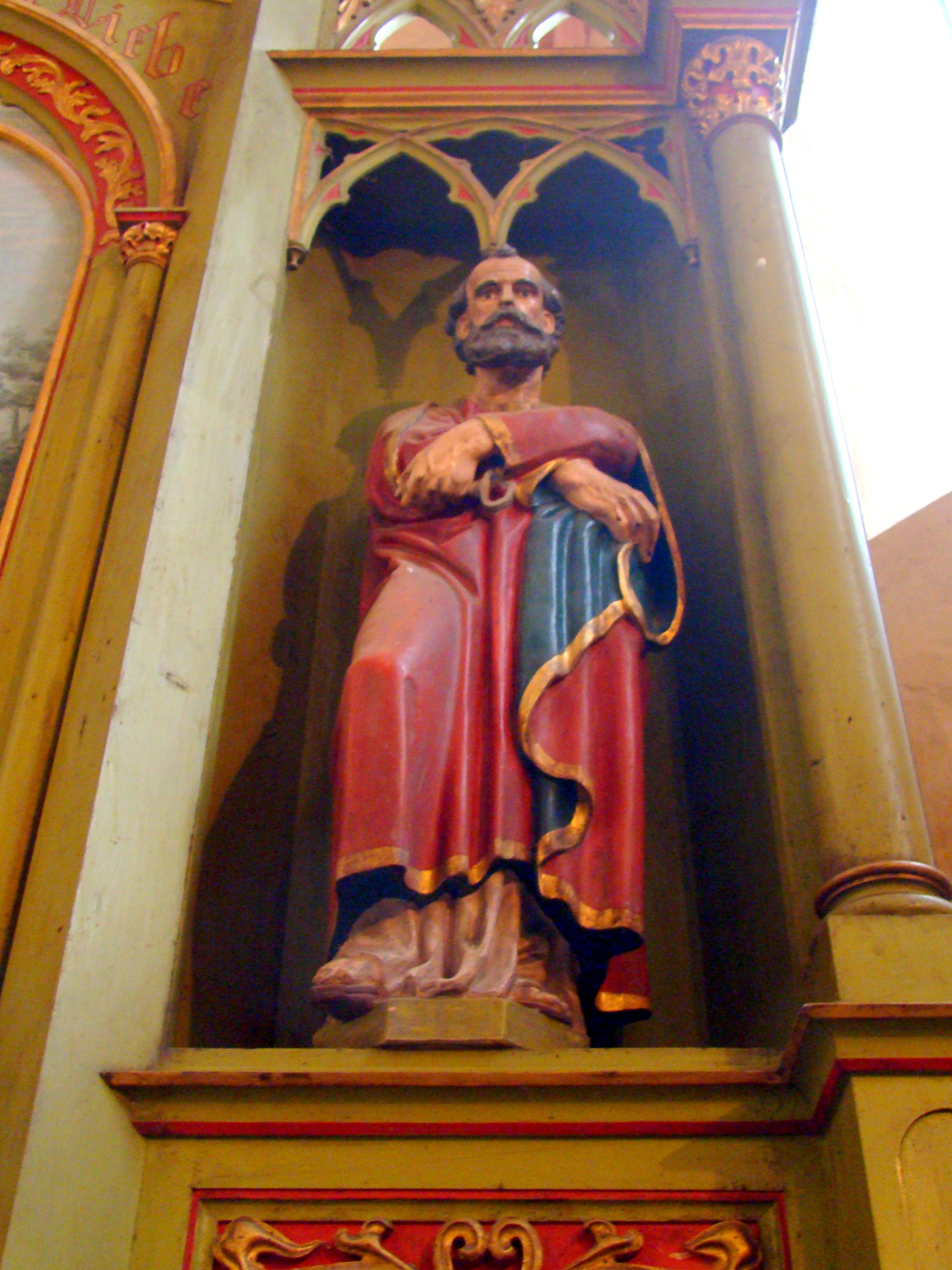
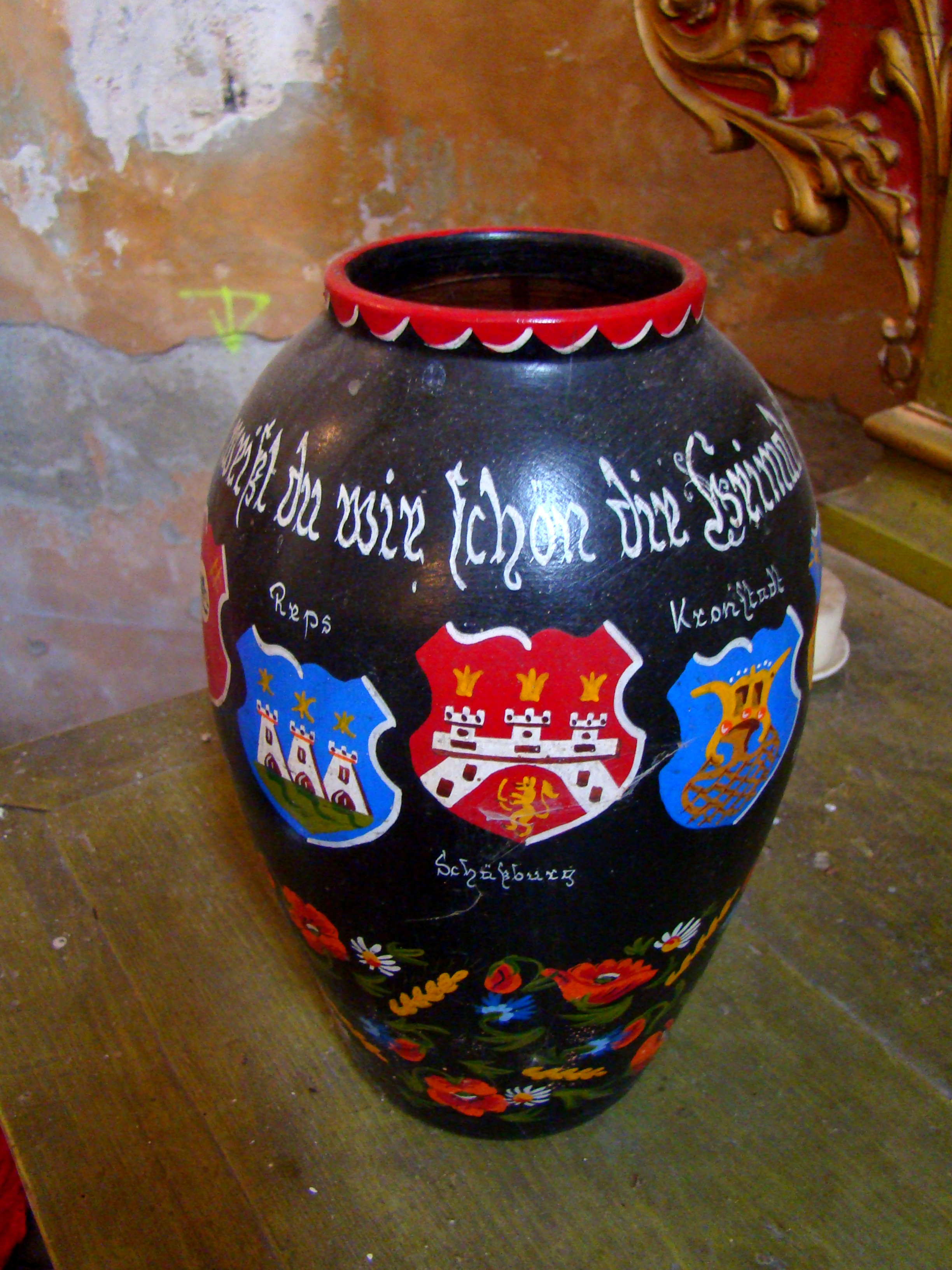
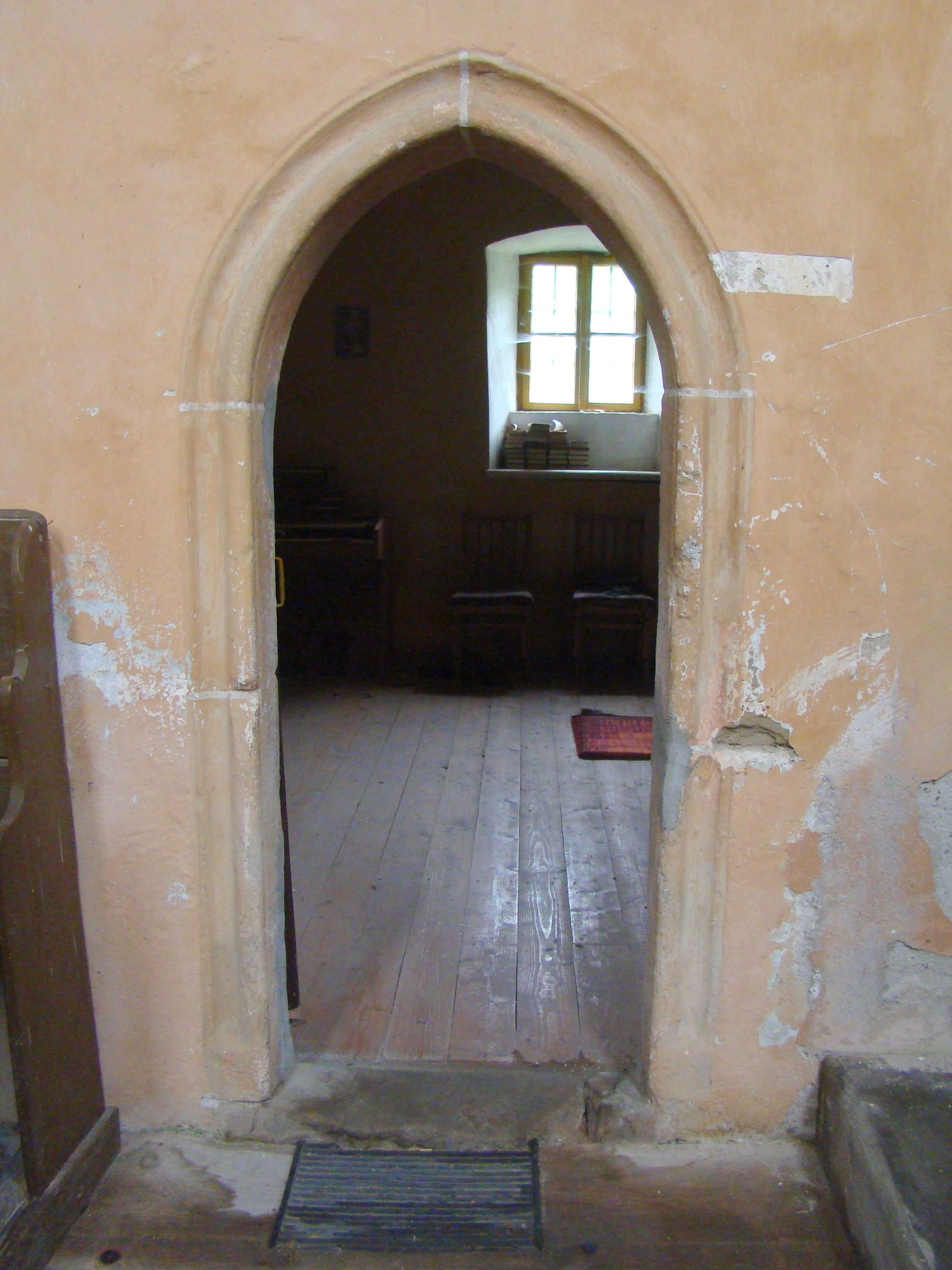
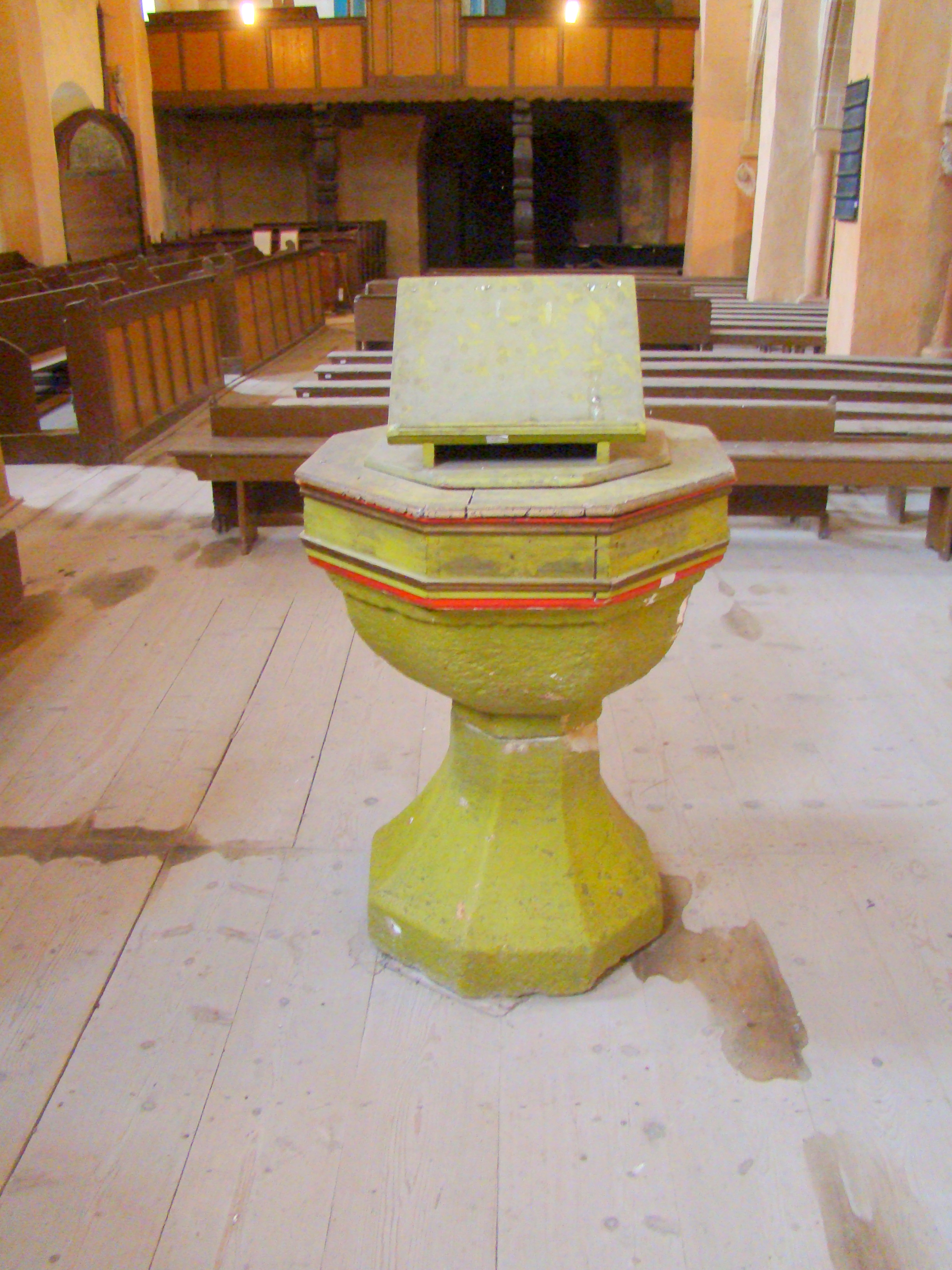
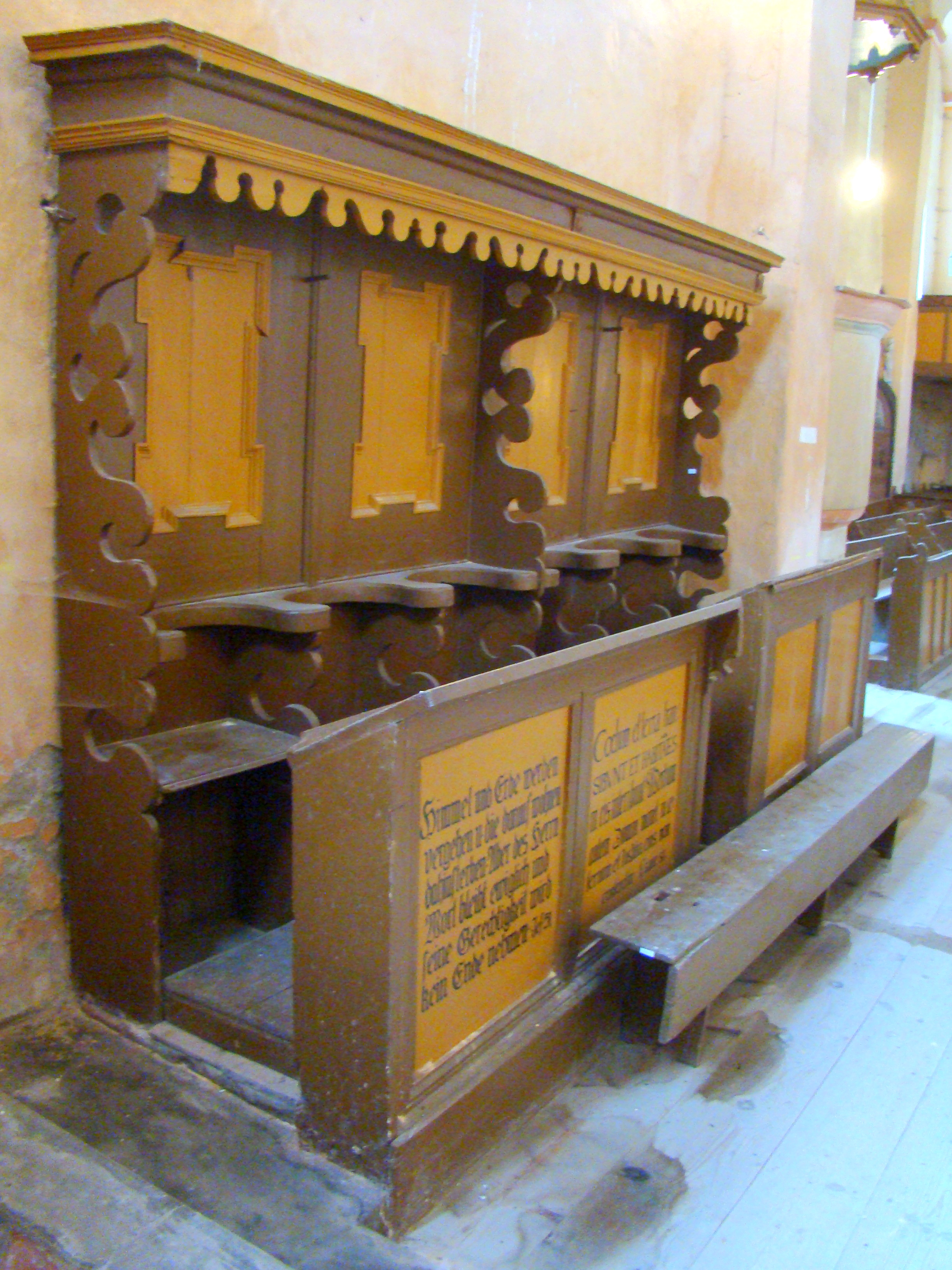
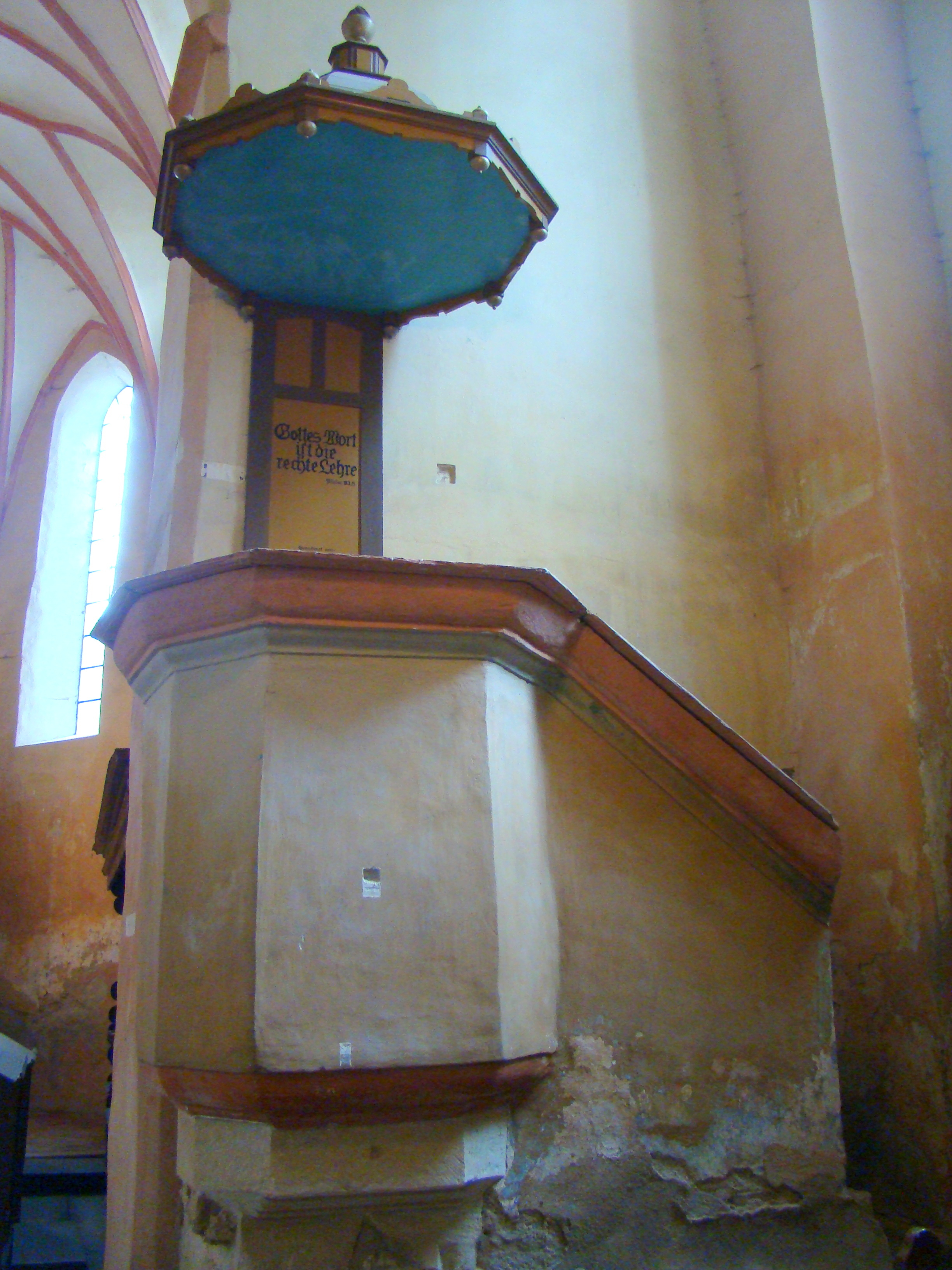
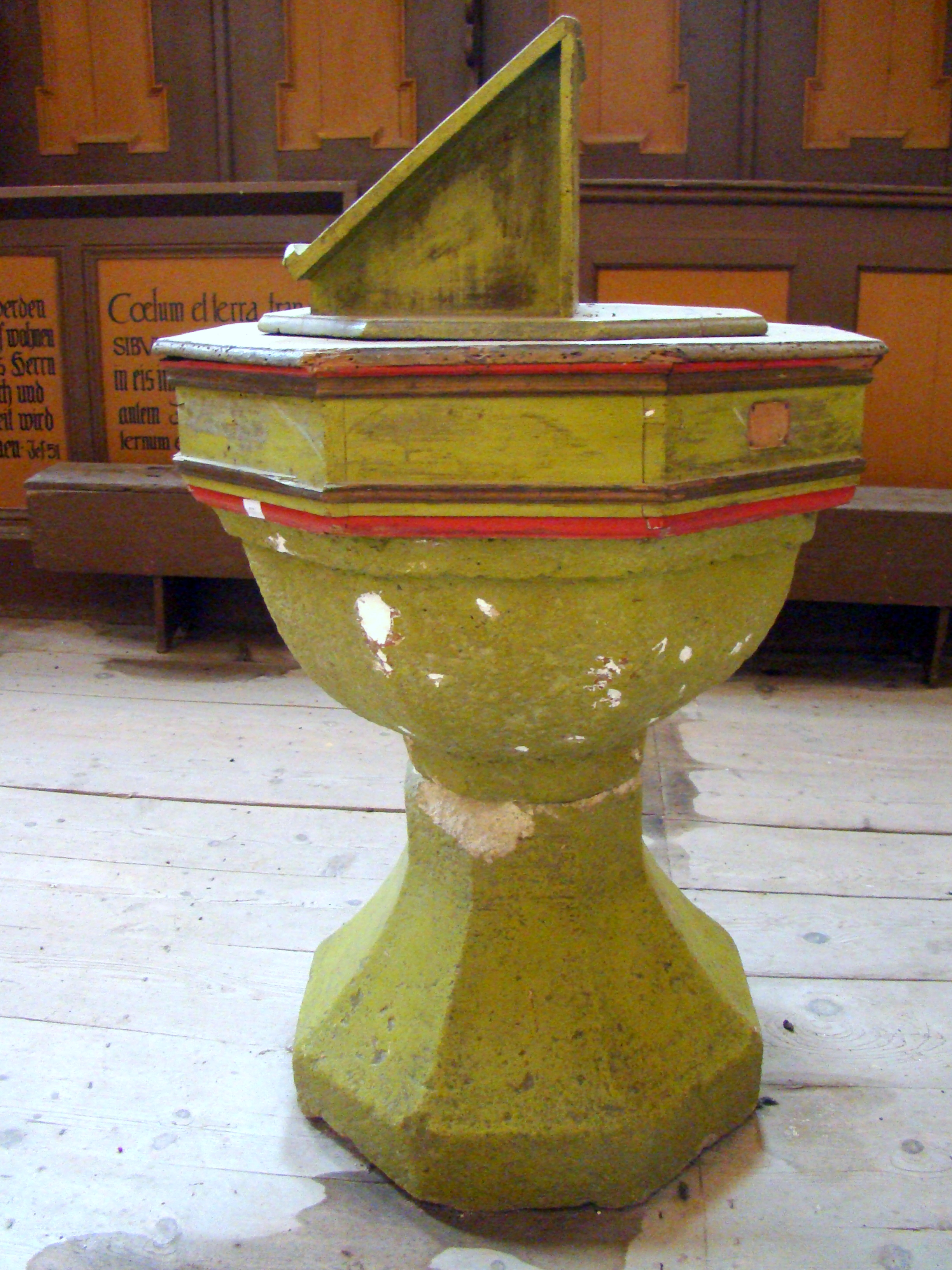
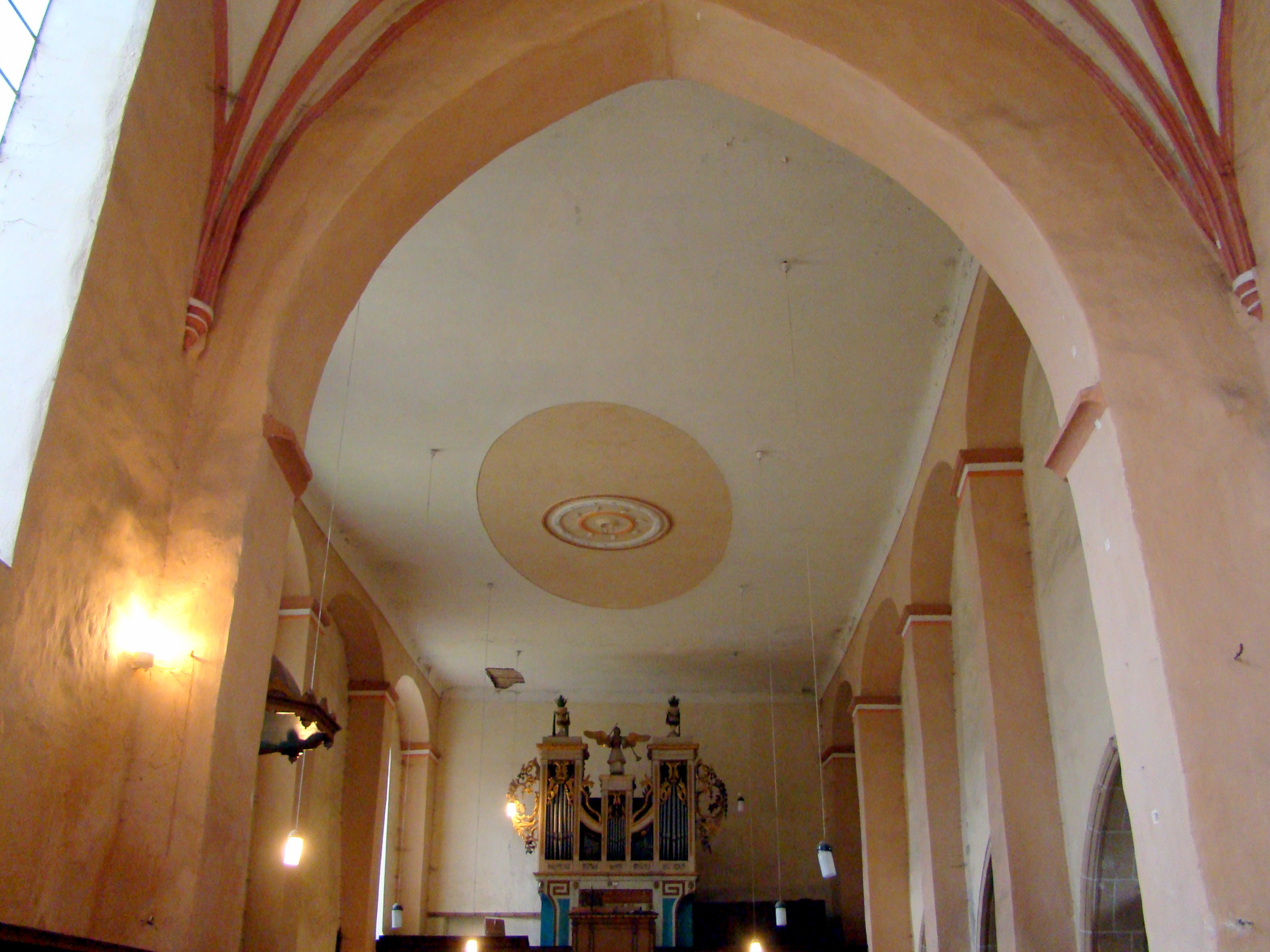
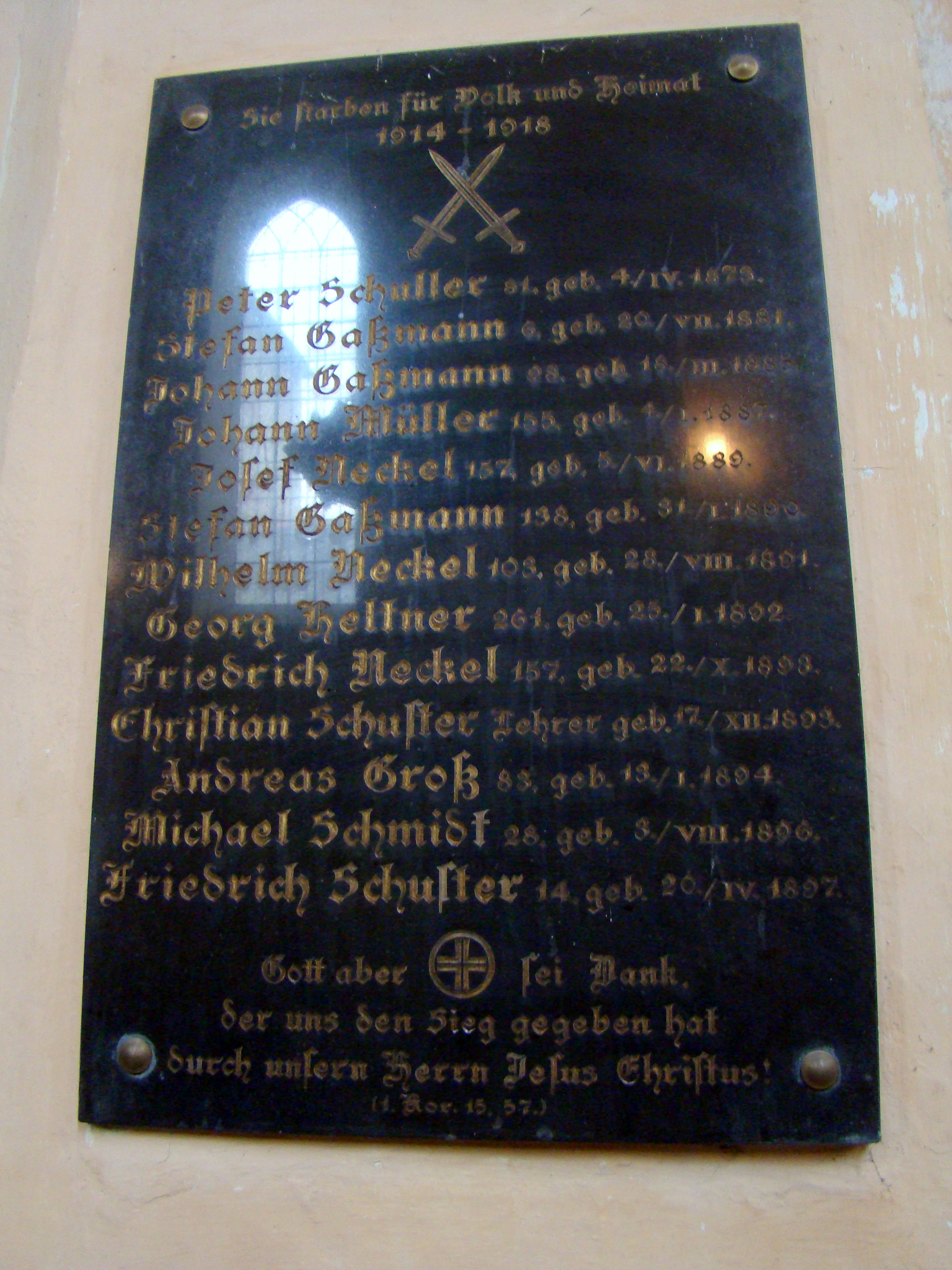
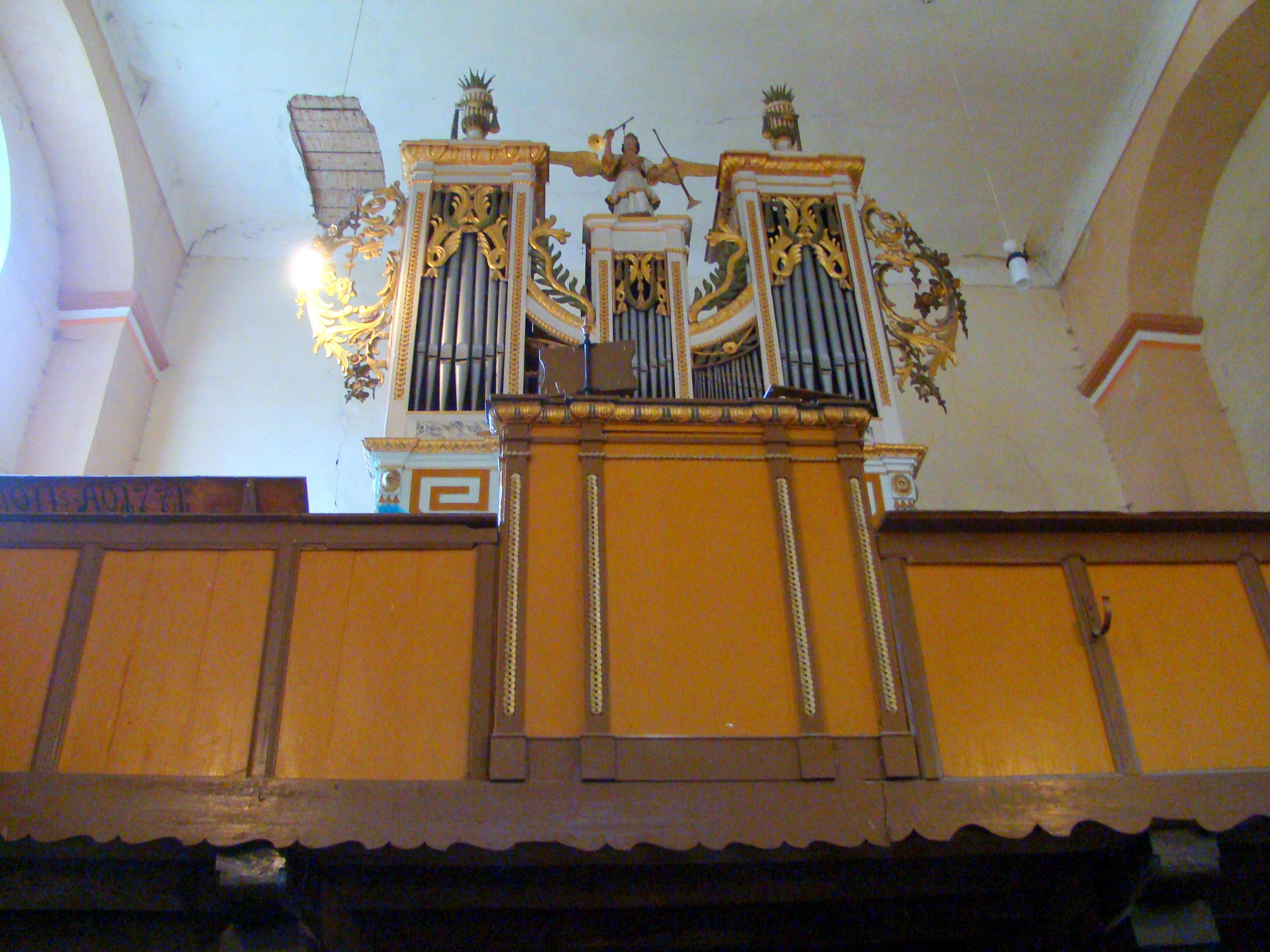
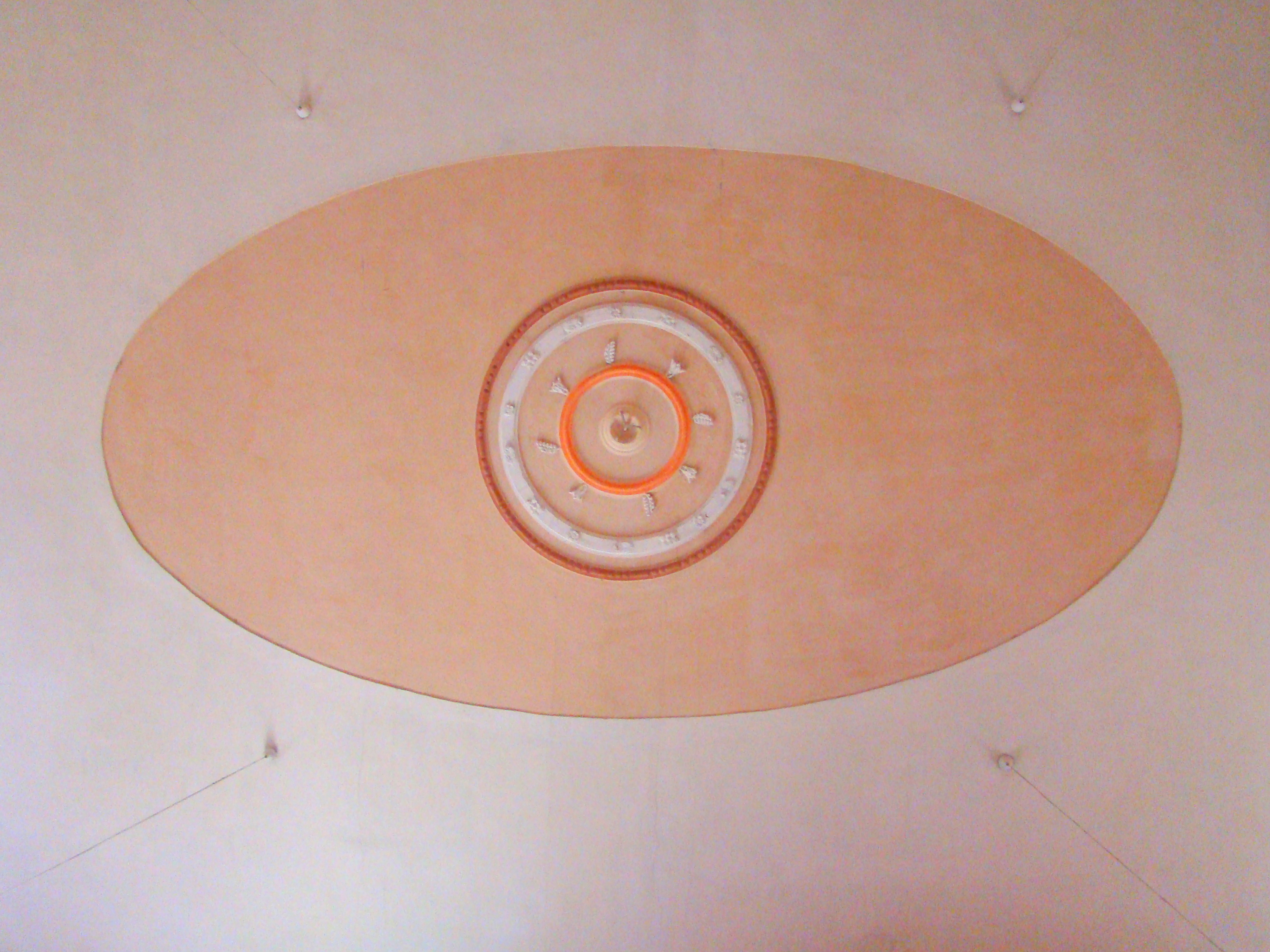
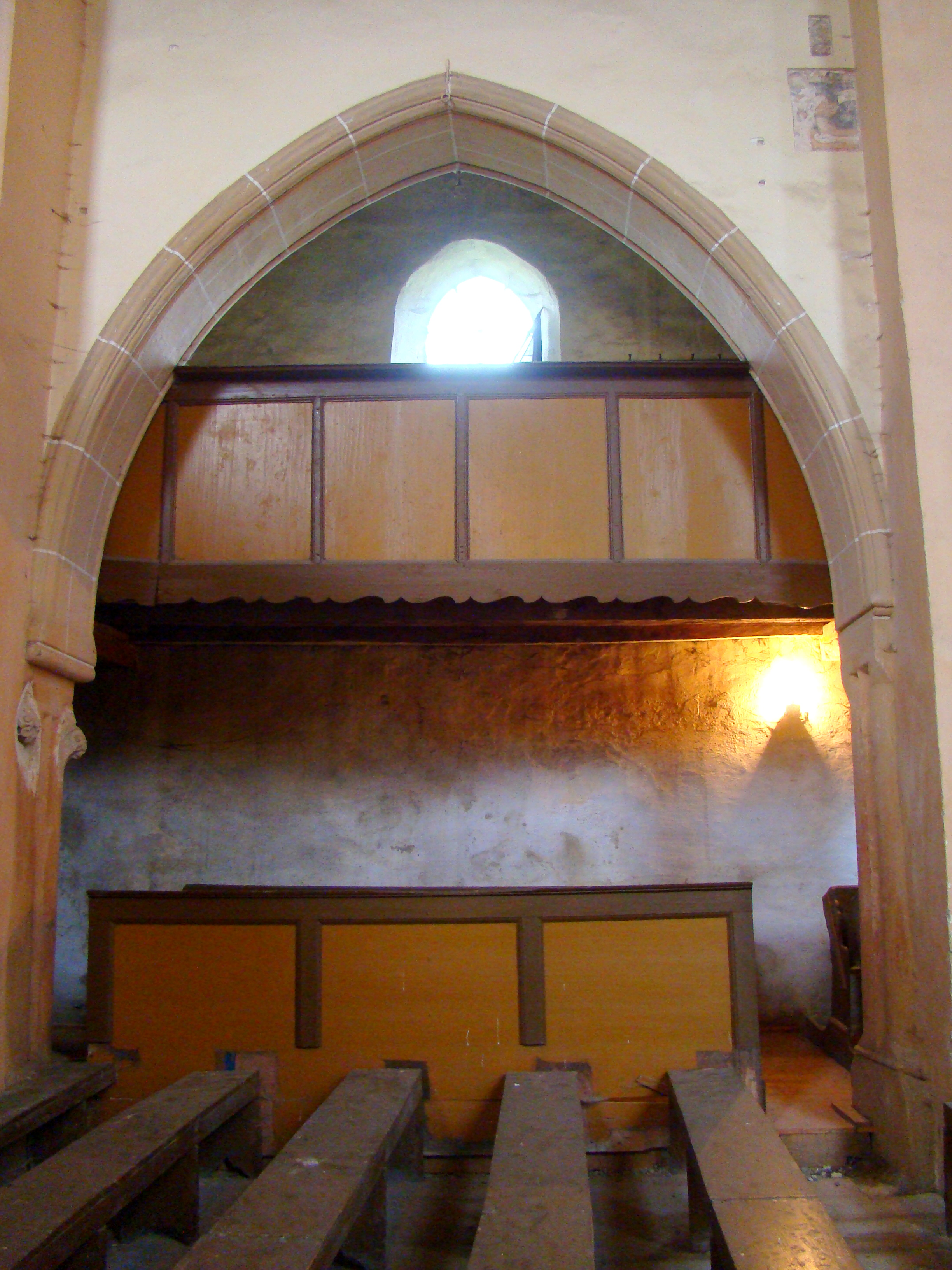
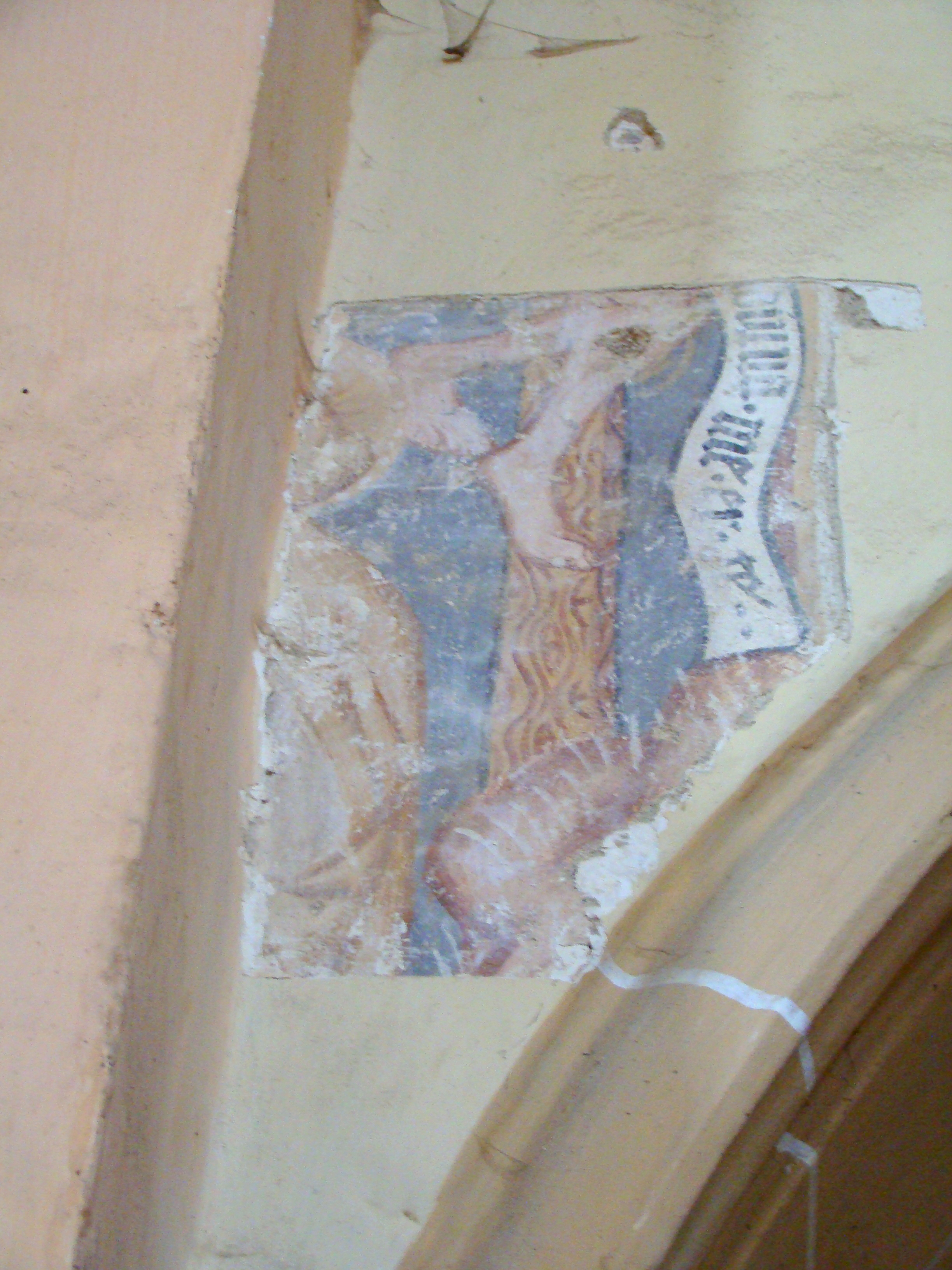
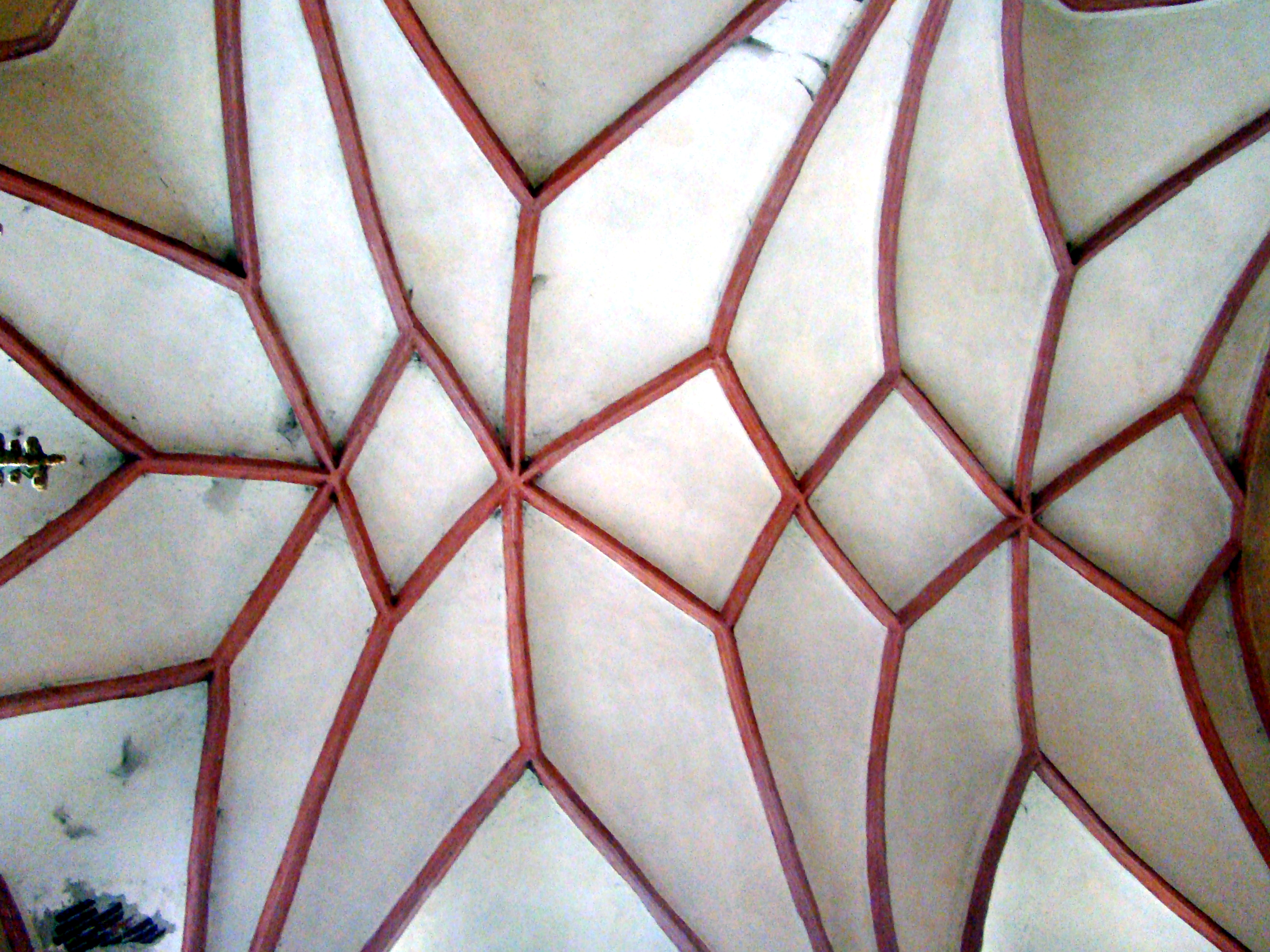
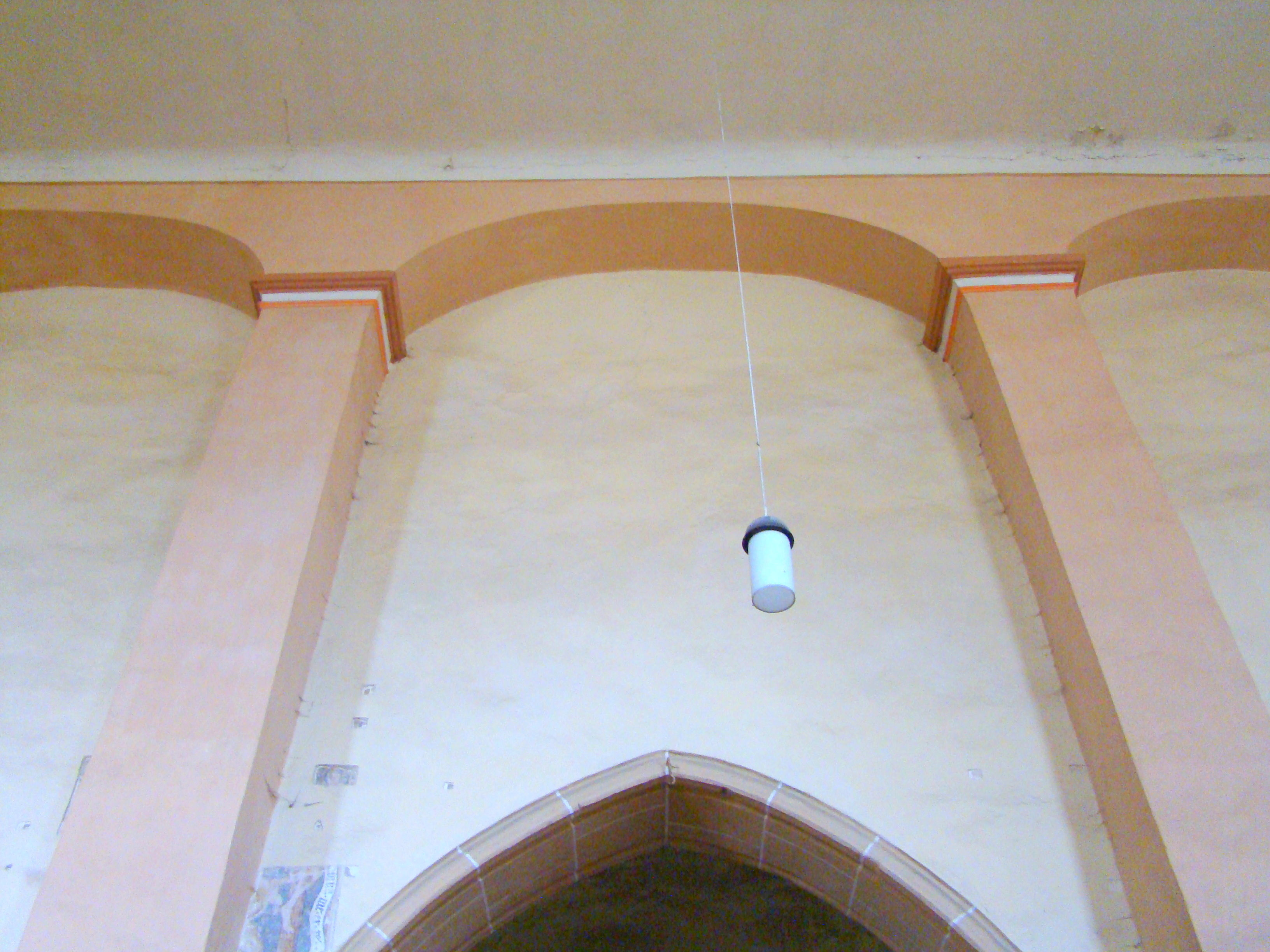
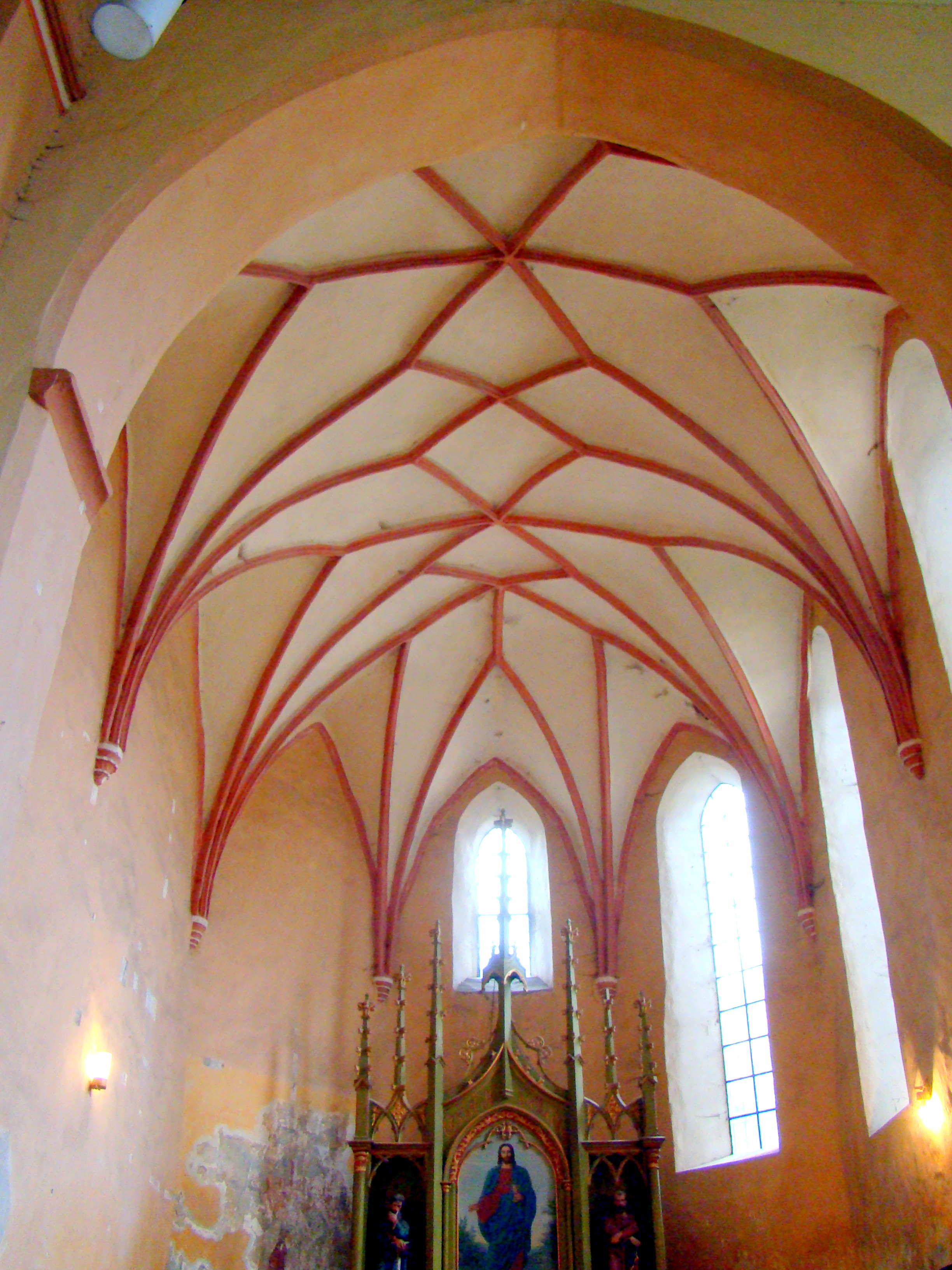
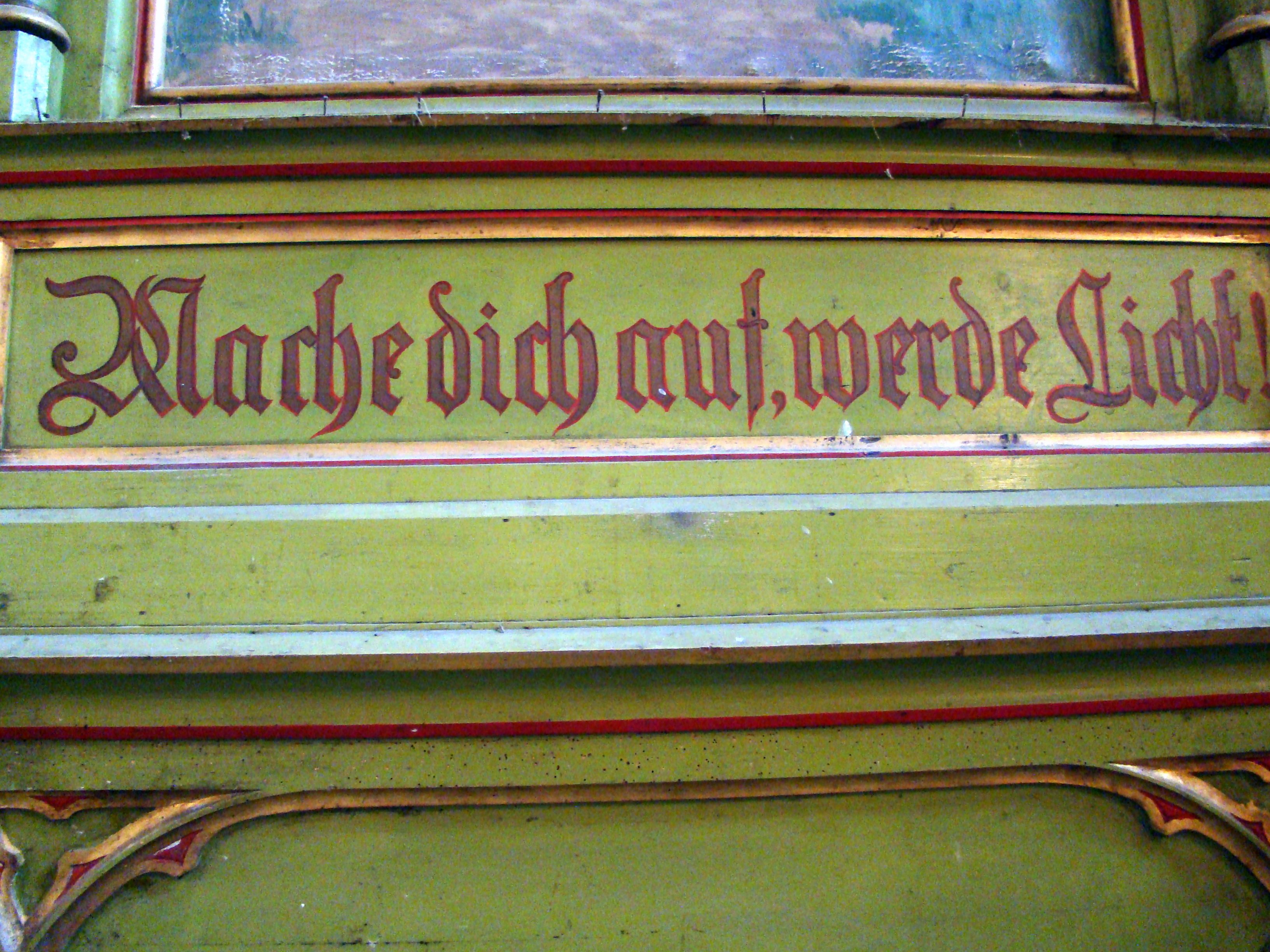
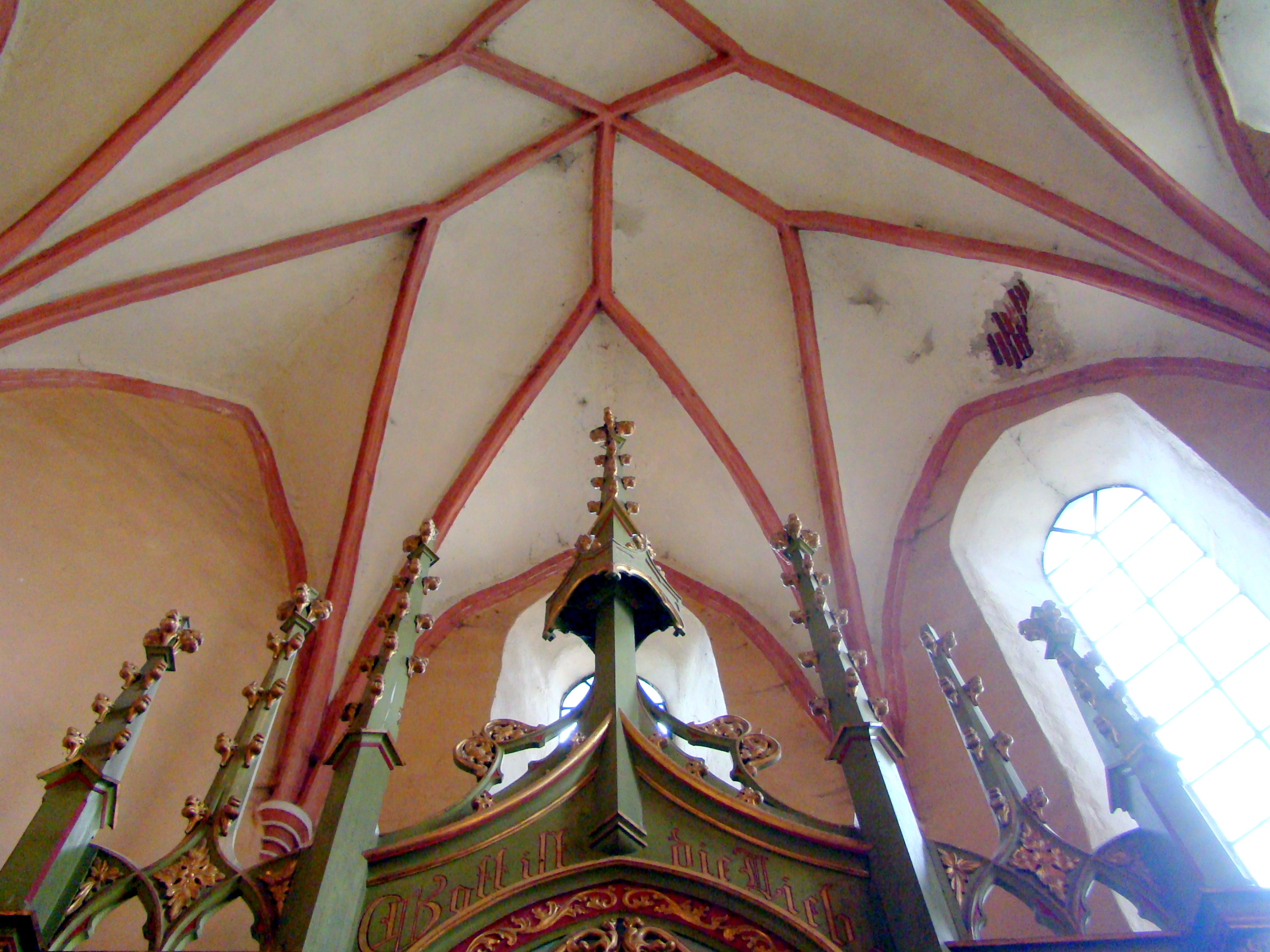
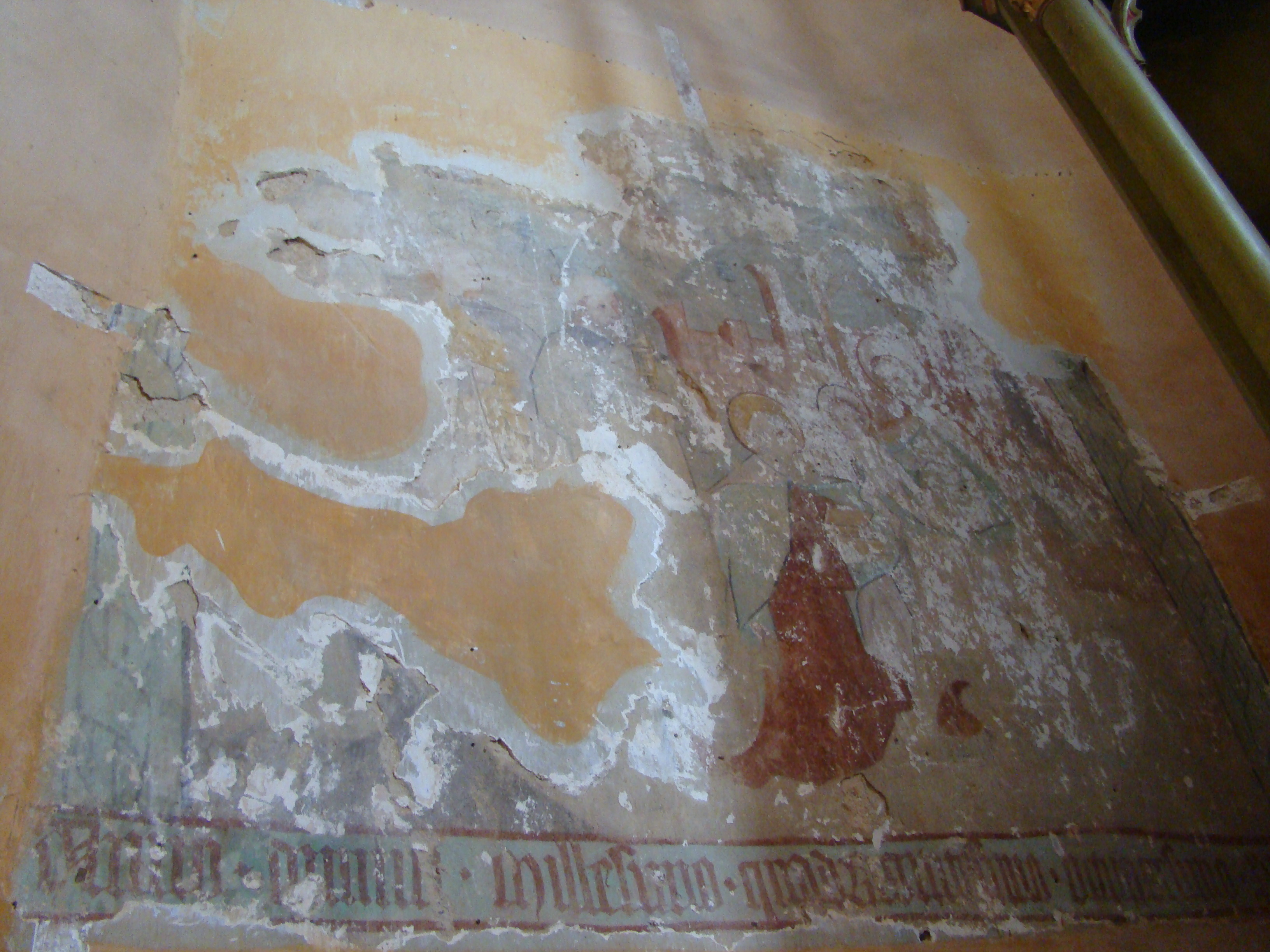
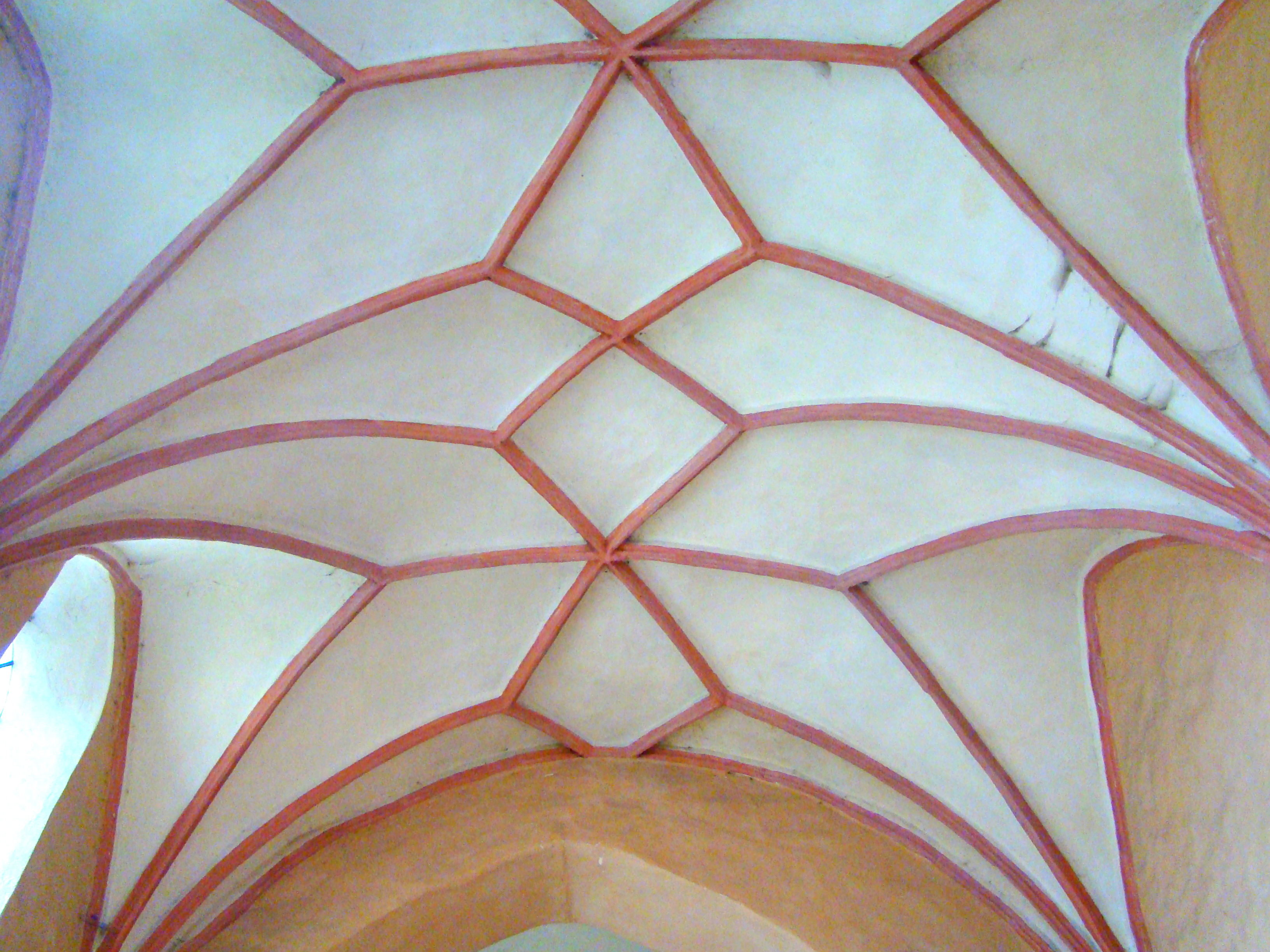
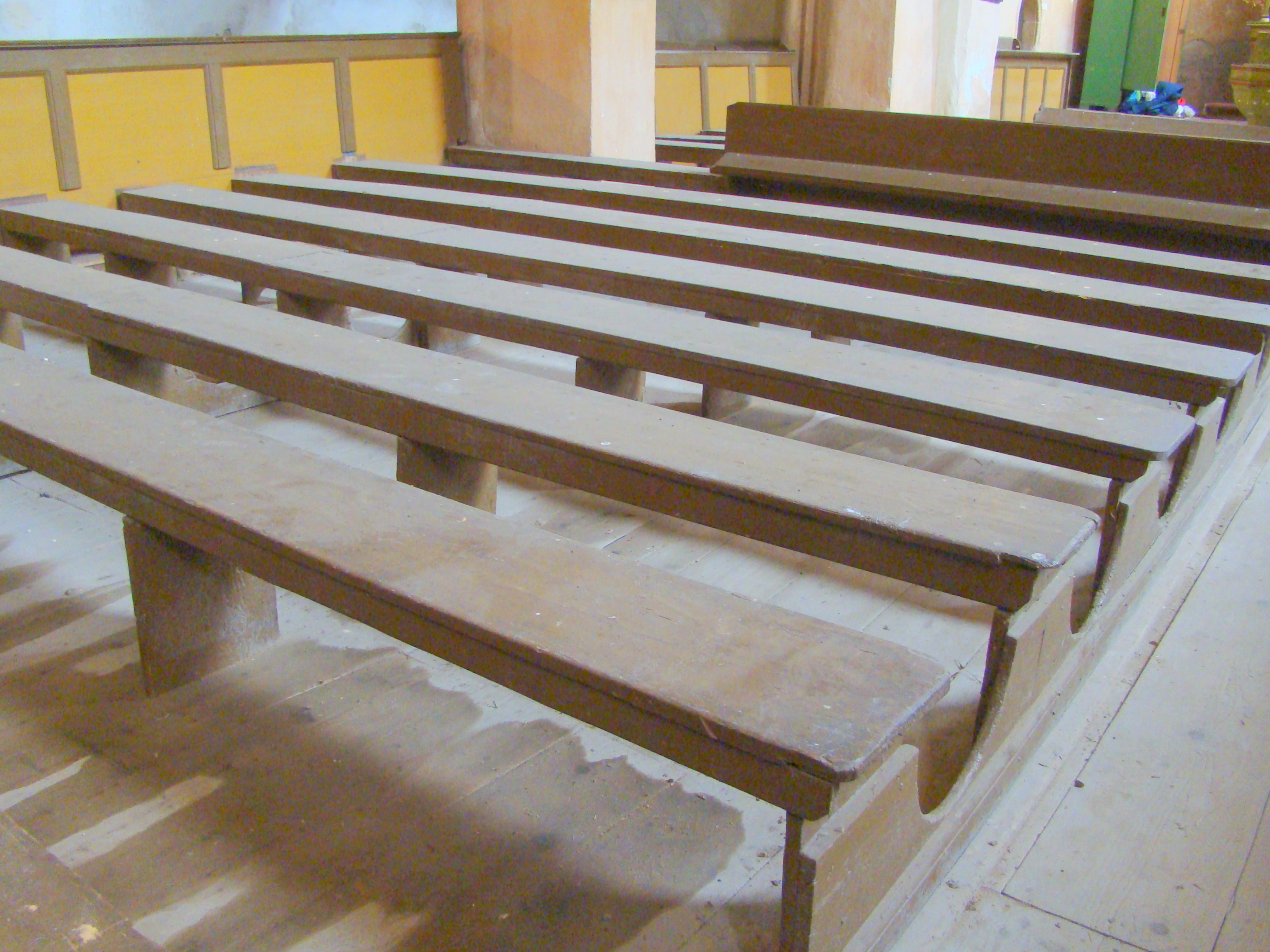
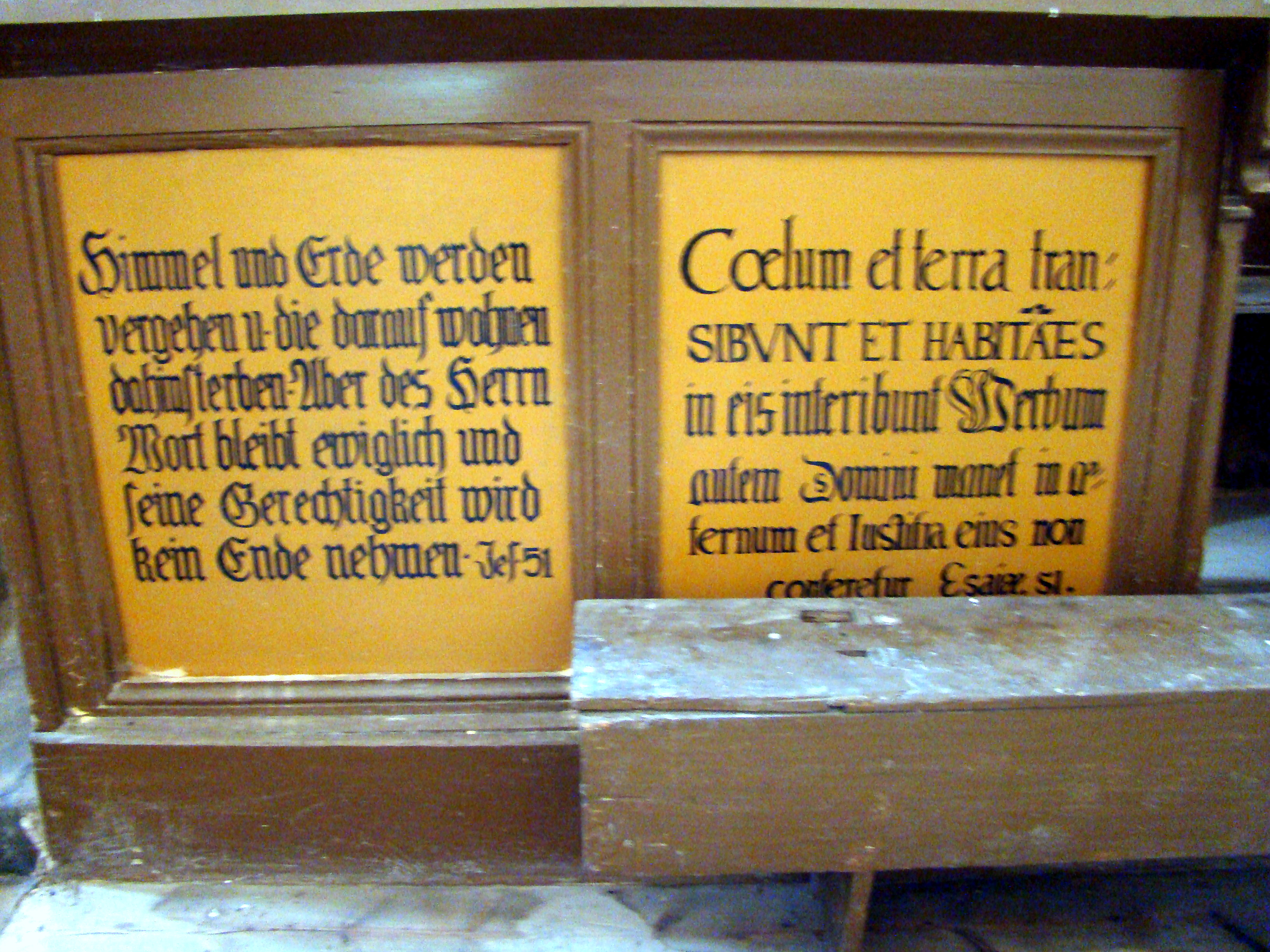
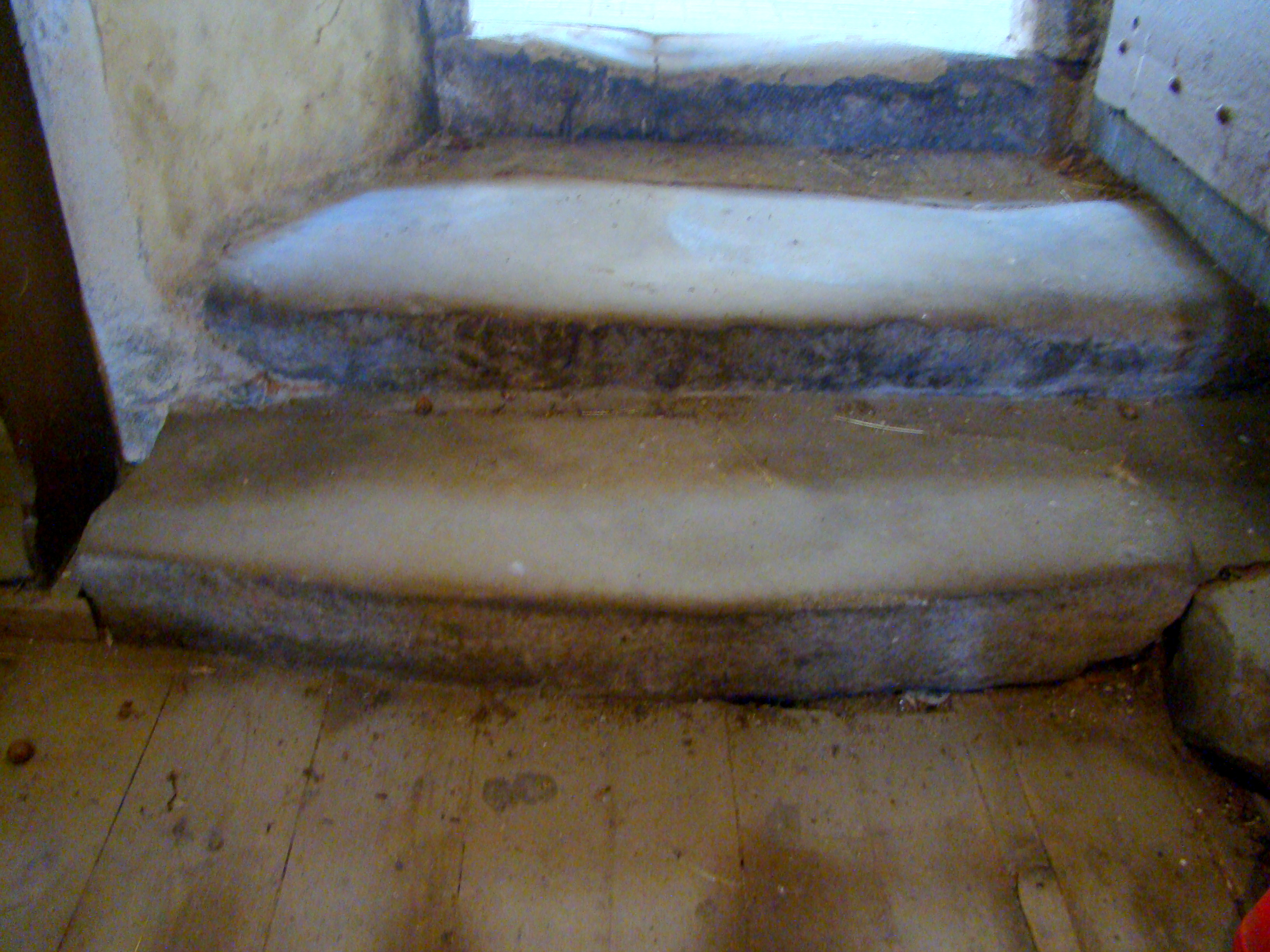